# The Big Bang Theory
The Big Bang Theory (englisch für „Die Urknalltheorie“) ist eine US-amerikanische Sitcom von Chuck Lorre und Bill Prady, die vom 24. September 2007 bis zum 16. Mai 2019 vom US-Fernsehsender CBS ausgestrahlt wurde. Die Serie wurde von Warner Bros. Television und Chuck Lorre Productions produziert.
2014–2016 sowie 2019 war The Big Bang Theory in der werberelevanten Zielgruppe in Deutschland die meistgesehene Fernsehserie. Mit 279 Episoden gilt sie als die Sitcom mit den meisten Episoden überhaupt – ein Rekord, den zuvor jahrzehntelang die Serie Cheers mit 275 Episoden gehalten hatte.

## Handlung
Die Serie handelt von den eng befreundeten, hochintelligenten und promovierten jungen Physikern Leonard Hofstadter und Sheldon Cooper, die sich eine Wohnung in Pasadena teilen. Beide sind ledig und im sozialen Umgang – besonders mit Frauen – etwas unbeholfen. Gegenüber ihrer Wohnung lebt die attraktive Kellnerin Penny, die von einer Karriere als Schauspielerin träumt. Dabei wird die geekhafte Art der beiden Wissenschaftler durch die Naivität, aber auch die Sozialkompetenz und den gesunden Menschenverstand der Nachbarin, einer anfangs klischeehaften Blondine, kontrastiert. Nach einigem Hin und Her werden sie und Leonard ein Paar und heiraten später. Weitere Hauptfiguren sind der jüdische Raumfahrtingenieur Howard Wolowitz, der bis zu seiner Hochzeit bei seiner Mutter lebt und verzweifelt versucht, ein Frauenheld zu werden, und der indische Astrophysiker Rajesh „Raj“ Koothrappali, der während der ersten sechs Staffeln in der Gegenwart von Frauen nicht laut sprechen kann.
Die vier Freunde verbindet eine große Leidenschaft für Comics, Science-Fiction (insbesondere Star Trek), Computer- und Videospiele, Pen-&-Paper-Rollenspiele, Sammelkartenspiele, Paintball sowie die Besuche diverser Conventions in entsprechenden Kostümen. Nachschub für diese Interessen holen sie sich regelmäßig im Comicbuchladen von Stuart Bloom. Sie arbeiten alle am California Institute of Technology („Caltech“) in Pasadena und beschäftigen sich beruflich wie privat eingehend mit Naturwissenschaften, Technik und Forschung.
Im weiteren Verlauf der Serie treten Bernadette Rostenkowski, Mikrobiologin und Howards spätere Frau, sowie Amy Farrah Fowler, Neurobiologin und Sheldons spätere Frau, auf. Allmählich normalisiert sich das anfangs eigentümliche Sozialverhalten der Wissenschaftler und gleicht sich an die Normen der US-Gesellschaft an: Sie entwickeln sich beruflich, familiär und sozial weiter, erfahren und akzeptieren Veränderungen in ihrem Leben, treffen mutige Entscheidungen und lernen von ihren Mitmenschen und aus eigenen Fehlern wie Rückschlägen. Am Ende der Serie verbindet die vier Freunde eine deutlich gereifte Freundschaft, während sie gelernt haben, tragfähige Beziehungen zu führen oder sogar Eltern zu werden.

## Figuren

### Dr. Leonard Leakey Hofstadter

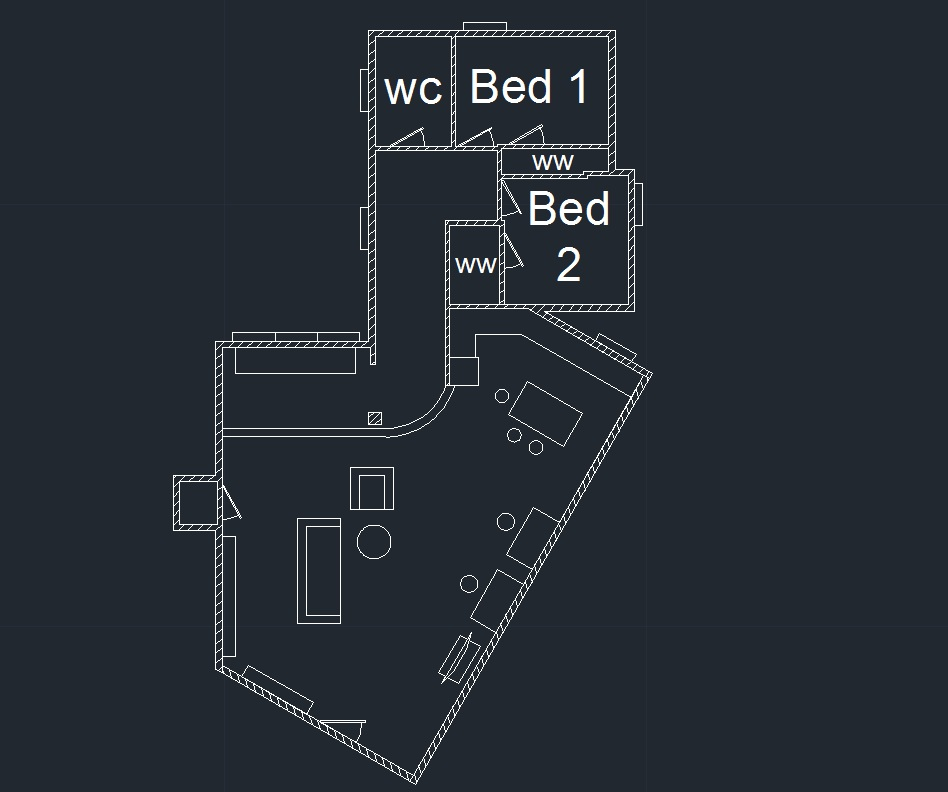
Grundriss der Wohnung von Sheldon und Leonard

Leonard Hofstadter ist Experimentalphysiker und stammt aus New Jersey, ist hochbegabt und mit zwei ebenfalls hochbegabten Geschwistern aufgewachsen. Sein Vater ist Anthropologe, seine Mutter ist Psychoanalytikerin und Neurologin. Seine Eltern trennen sich im Laufe der Serie. Leonard schloss sein Studium an der Princeton University im Alter von 24 Jahren mit der Promotion zum Ph.D. ab. Am Caltech ist er als Experimentalphysiker beschäftigt. Er lebt von Staffel 1 bis 9 in einer Wohnung mit Sheldon und ist mit diesem trotz anfänglicher und immer wiederkehrender Schwierigkeiten eng befreundet. Mit seinen Freunden teilt er sein stark ausgeprägtes Interesse an Comics, Science-Fiction und seine Sammelleidenschaft für Actionfiguren und ähnliche Fanartikel. Zudem spielt er seit seiner Kindheit Cello, was er jedoch nie aus freien Stücken lernen wollte. Leonard leidet an Asthma und Laktoseintoleranz, was im Laufe der Serie häufig thematisiert wird.
Zu Beginn der Serie ist er Frauen gegenüber sehr schüchtern und unbeholfen. Dank Penny wird er aber selbstbewusster im Bezug auf Frauen. Leonard sucht eine feste Beziehung zu einer Frau und hat im Laufe der Serie zunächst kurze Beziehungen zu der Physikerin Leslie Winkle, der Ärztin Stephanie Barnett und in der dritten Staffel auch zu Penny. Nachdem Penny sich gegen Ende der dritten Staffel von ihm trennt, beginnt er in der vierten Staffel eine Beziehung mit Rajs Schwester Priya, einer erfolgreichen Anwältin. Priya kehrt jedoch nach Indien zurück; wo sie dennoch eine Fernbeziehung führen, aber nachdem sie gestanden hat, Leonard betrogen zu haben, trennt er sich in der fünften Staffel von ihr. Er hat nun regelmäßig neue Frauenbekanntschaften, will aber innerlich nur Penny, welche ihre Trennung von Leonard schon bald als ihren größten Fehler bezeichnet.
Die meisten seiner Beziehungen gehen zu Bruch, weil er sich immer wieder um Kopf und Kragen redet. Er merkt einfach nicht, wann er lieber den Mund halten und seine Gedanken für sich behalten sollte.
Konflikten geht er lieber aus dem Weg, meist, indem er nachgibt und sich auf für ihn unvorteilhafte Bedingungen einlässt. Dies nutzt insbesondere Sheldon schamlos aus, um seinen Willen durchzusetzen, jedoch tut dies auch hin und wieder Penny.
In der fünften Staffel kommt er wieder mit Penny zusammen. Sie verloben sich in der siebten und heiraten in der neunten Staffel. In der zehnten Staffel zieht Penny bei Leonard ein und Amy übernimmt ihre frühere Wohnung, in die Sheldon umzieht. In der letzten Folge der Serie erfährt man, dass Penny ein Kind von Leonard erwartet.

### Dr. Dr. Sheldon Lee Cooper

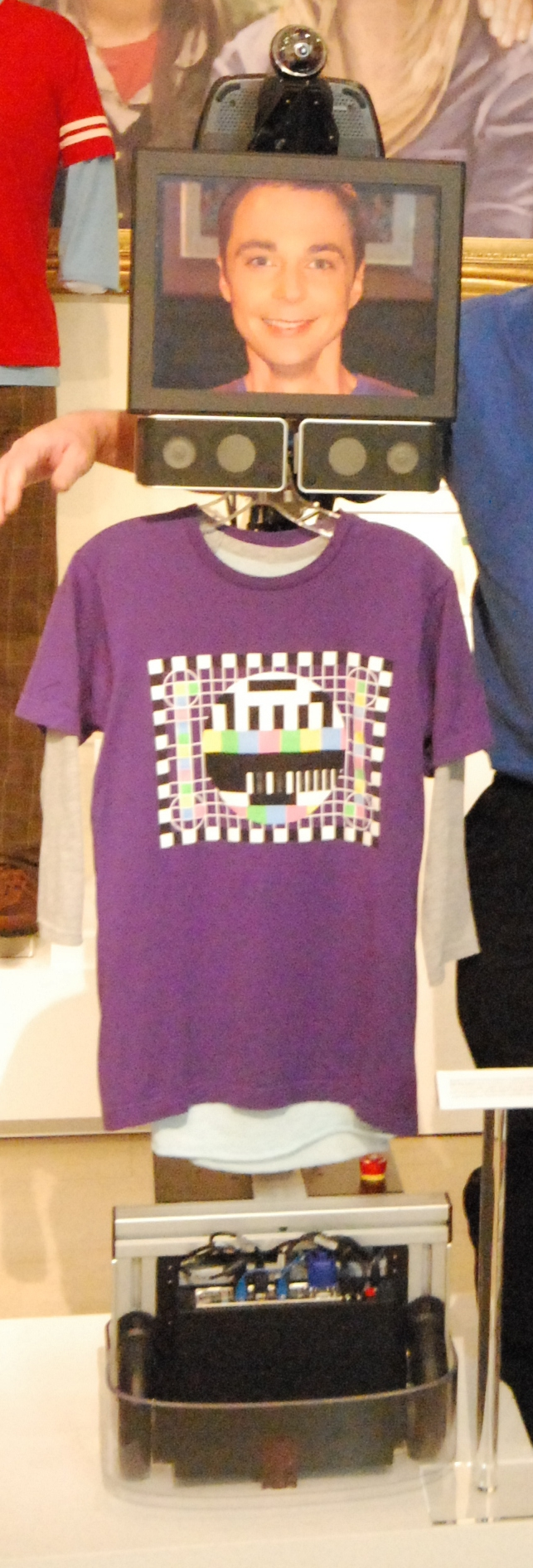
Ein Roboter, den Sheldon baut, um die Wohnung künftig nicht mehr verlassen zu müssen

Sheldon ist theoretischer Physiker. Er ist höchstbegabt und versuchte bereits als Kind, komplexe Geräte wie ein Röntgengerät oder einen Kernreaktor zu bauen. Er hat zudem ein eidetisches Gedächtnis. Im Gegensatz zu Leonard, der aus einer Akademikerfamilie kommt, ist Sheldon der einzige Wissenschaftler in seiner Familie. Er wuchs im texanischen Galveston auf und wurde konservativ und christlich erzogen, ist selbst aber nicht religiös. Seine Mutter Mary (Laurie Metcalf), eine wiedergeborene Christin, kümmert sich auch noch um ihren erwachsenen Sohn und hat mehrere Auftritte in der Serie. Sein Vater George ist bereits verstorben und hatte anscheinend größere Alkoholprobleme.
Sheldons attraktive Zwillingsschwester Missy ist ihm im Verhalten und intellektuell nicht ähnlich. Zudem hat er einen älteren Bruder George. Sheldon hat ein inniges Verhältnis zu seiner Großmutter, die er „Meemaw“ nennt. Er wird von seiner Großmutter „Moonpie“ genannt. Seinen verstorbenen Großvater vermisst er sehr, da dieser der Einzige in der Familie war, der ihn in seinen wissenschaftlichen Neigungen bestärkt hatte. Wenn Sheldon krank war, sang ihm seine Mutter mit Soft Kitty, warm Kitty die Abwandlung eines amerikanischen Kinderliedes vor. In der Serie fordert Sheldon Penny wiederholt auf, es ihm vorzusingen, wenn er krank ist. In der deutschen Synchronisation wird dafür eine Umarbeitung des Katzentanzliedes von Fredrik Vahle verwendet.
In der Schule übersprang Sheldon mehrere Klassen, wodurch er das College an der University of Texas at Austin bereits im Alter von 14 Jahren summa cum laude abschloss. Mit 15 Jahren hatte er eine Gastprofessur an der Universität Heidelberg; mit 16 Jahren promovierte er über eine Arbeit zur Twistor-Theorie zum Ph.D. Für seine zweite Dissertation zur Erlangung des Doctor of Science (Sc.D.), eines Grades, der in den USA von mehreren naturwissenschaftlichen Fakultäten vergeben wird, brauchte er vier Jahre. Nach Abschluss seiner wissenschaftlichen Ausbildung zog Sheldon nach Pasadena und arbeitet seitdem am Caltech. Zu Beginn der ersten Staffel der Fernsehserie ist er dort seit dreieinhalb Jahren tätig.
Sheldon ist im Umgang mit anderen Menschen zunächst abweisend und lernt erst im Verlauf der Serie, Witze zu verstehen und Sarkasmus zu erkennen oder selbst zu verwenden. Er wirkt oft arrogant und überheblich und fühlt sich den meisten Menschen intellektuell überlegen. Er hat wie sein bester Freund Leonard ein ausgeprägtes Interesse an Videospielen und Science-Fiction und ist großer Fan der Comicserien The Flash und Green Lantern, weshalb er oft T-Shirts mit entsprechenden Motiven trägt. Auch bewundert er Mr. Spock und ist Eisenbahnfan, er liebt Züge sowie Modelleisenbahnen.
Er liebt es, andere Personen auf ihre Fehler hinzuweisen, und er korrigiert sie dann besserwisserisch. Er geht seinen Mitmenschen auch gerne so lange auf die Nerven, bis er seinen Willen durchsetzen kann. Hierzu benutzt er auch nur zu gerne Begründungen, die von allen anderen als lächerlich bis paranoid empfunden werden.
Sheldon ist ein Pedant und hält zwanghaft an Gewohnheiten und selbst aufgestellten Regeln fest. Er nimmt wenig Rücksicht auf die Bedürfnisse anderer, kann aber sehr fordernd werden, wenn es um seine eigenen Bedürfnisse geht. Eine weitere Eigenart ist sein Ausruf „Bazinga!“ (frei übersetzt: „Reingefallen!“), mit dem er zeigen will, dass er gerade einen Scherz gemacht hat. Über die gesamte Serie hinweg zieht Sheldon Howard damit auf, dass dieser im Gegensatz zu den anderen keinen Doktorgrad hat, und macht sich über seinen Beruf des Ingenieurs lustig, den er als nicht gleichwertig mit den anderen Wissenschaftlern ansieht. Trotz vieler immer wiederkehrender Auseinandersetzungen und der großen Gegensätzlichkeit entwickelt Sheldon besonders zu Penny eine Freundschaft; die beiden charakterisiert eine Art enge „Bruder-Schwester“-Beziehung.

Im Verlauf der vierten Staffel entwickelt Sheldon eine Beziehung zu Amy Farrah Fowler, die er über eine Dating-Internetseite kennengelernt hat, auf der ihn seine Freunde ohne sein Wissen angemeldet haben. In der fünften Staffel werden die beiden ein Paar und beginnen eine zunächst platonische Beziehung. Amy, selbst hochintelligent und Neurobiologin, zeigt zunehmend auch sexuelles Interesse an Sheldon, jedoch dauert es drei Jahre, bis Sheldon Körperkontakte zulässt. Nachdem sich Amy für kurze Zeit von ihm getrennt hat, kommen sie wieder zusammen und Sheldon hat erstmals Sex. Als Penny mit Leonard zusammengezogen ist, übernehmen Sheldon und Amy ihre ehemalige Wohnung. Sheldon macht Amy zum Ende der 10. Staffel einen Heiratsantrag, und sie verloben sich. Am Ende der elften Staffel heiraten die beiden; am Ende der Serie erhalten sie gemeinsam den Nobelpreis.

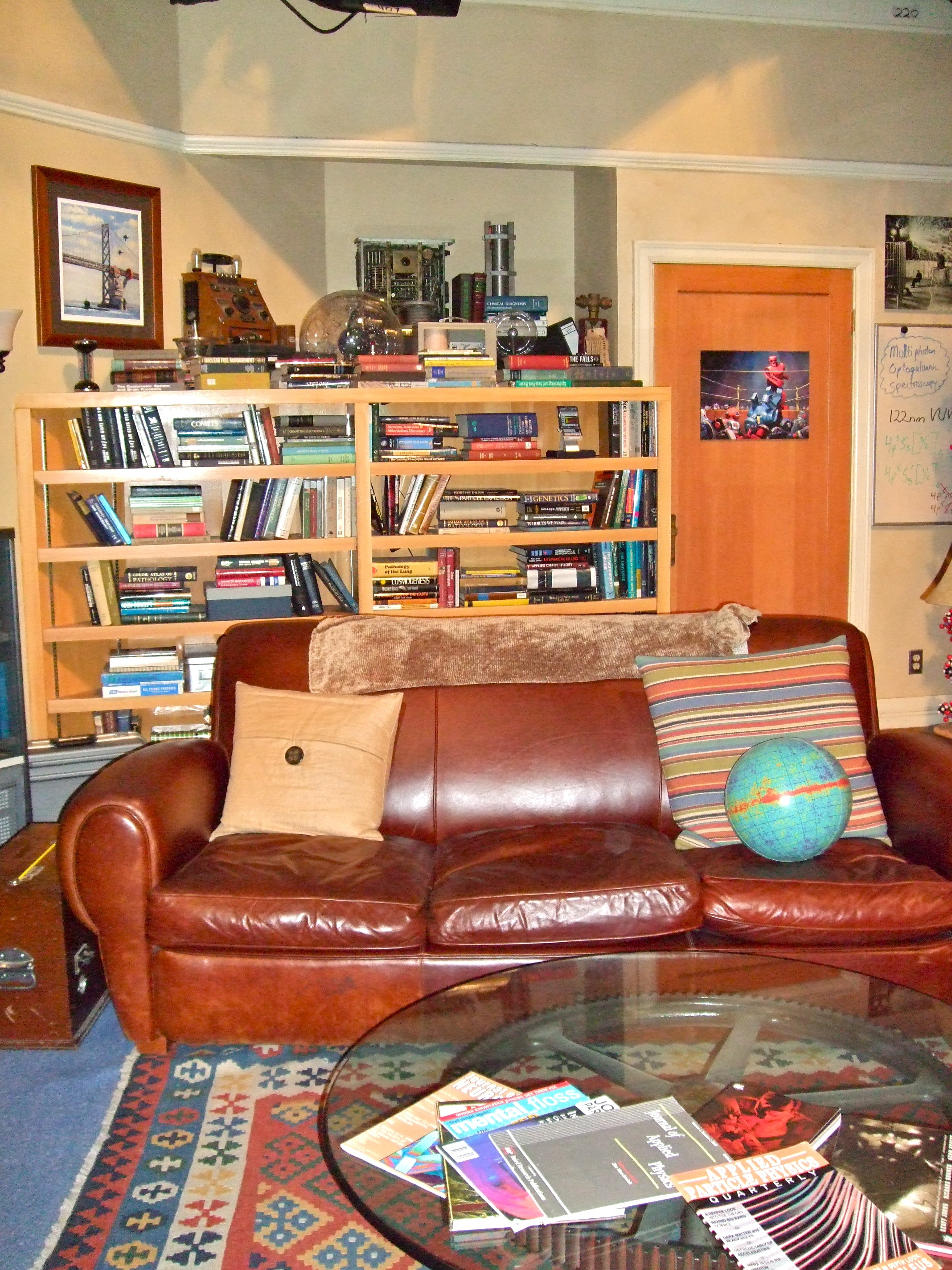
Das Set von Sheldons und Leonards Wohnzimmer

### Penny Hofstadter
Über Pennys familiären Hintergrund erfährt man nur wenig; ihr Familienname bleibt in der Serie ungenannt (er taucht nur zufällig auf einem Adressaufkleber auf einem Paket auf: Teller). Bekannt ist, dass sie auf einer Farm in der Nähe von Omaha im Bundesstaat Nebraska aufwuchs. Sie hat eine Schwester sowie einen Bruder, der Drogen herstellt und verkauft und anfangs im Gefängnis sitzt. Ihr Bruder und ihre Eltern tauchen mehrfach auf, ihre Schwester wird hingegen nur erwähnt. Die Fernsehserie beginnt mit Pennys Einzug in die Nachbarwohnung von Leonard und Sheldon.
Penny träumt von einer Karriere als Schauspielerin und arbeitet als Kellnerin in einer Filiale der Restaurantkette The Cheesecake Factory. Im Gegensatz zu ihren beiden Physikernachbarn hat sie weder einen College-Abschluss noch akademische Bildung. Der wissenschaftliche Diskurs und die für Penny ungewöhnlichen Hobbys ihrer Nachbarn und deren Freunde sind ihr fremd und überfordern sie. Dennoch freunden sie sich an und sie verbringt regelmäßig Zeit mit ihnen. Im Verlauf der Serie gelingt es ihr dadurch, sich mit manchen dieser zunächst befremdlichen Aktivitäten zu arrangieren. Neben ihrem späteren Ehemann Leonard entwickelt Penny vor allem eine enge freundschaftliche Bindung zu Sheldon, aber auch zu Bernadette und gezwungenermaßen auch zu Amy.
Penny ist in den ersten Staffeln permanent pleite und hat immer wieder Schulden. Sie weiß, dass sie sehr attraktiv ist und wie man Männer manipuliert. Sie trägt zu Beginn der Serie sportlich feminine Kleidung; in der Serie wird öfter thematisiert, dass sie sich in ihrer Freizeit sehr aufreizend sexy kleidet, was real in der Serie aber nur selten passiert. Ihre, Zitat Sheldon, „Schlampenoutfits“ tauchen als Wäsche in der Waschküche zwar auf, Penny trägt sie in der Serie aber nie. Im Gegensatz zu den anderen Hauptfiguren der Serie verfügt sie über ein hohes Maß an sozialer Alltagskompetenz und hat keine Schwierigkeiten, Kontakte zu knüpfen. Zu Beginn der Serie wechselt sie häufig ihre Partner. Obwohl Leonard gleich Gefallen an Penny findet, kommen die beiden erst zu Beginn der dritten Staffel zusammen. Die Beziehung ist jedoch instabil, da Penny mit Leonard intellektuell nicht mithalten kann und sich daher unsicher fühlt, Leonard wiederum kann sich nicht vorstellen, dass eine derart attraktive junge Frau ernsthaftes Interesse an ihm haben könnte. Penny trennt sich am Ende der dritten Staffel wieder von ihm. Schon nach kurzer Zeit bereut sie das aber als den größten Fehler ihres Lebens, weshalb sie in der fünften Staffel wieder mit Leonard zusammenkommt.
Später wird Penny klar, dass sie sich durch ihn und seine Freunde sprachlich und intellektuell weiterentwickelt. Zwar scheitern ihre Versuche, den Collegeabschluss nachzuholen, doch als sie die Chance bekommt, Pharmavertreterin zu werden, arbeitet sie sich zielstrebig durch die Schulungsunterlagen, bekommt den Job und ist bald eine der besten Vertreterinnen der Firma. Fortan verfügt sie auch über genug Geld. Ihr Kleidungsstil wechselt in der Serie nun auch zu einem sportlichen femininen Businessoutfit.
Zu Beginn der neunten Staffel heiratet sie Leonard überstürzt in Las Vegas und nimmt dessen Familiennamen an. In der zehnten Staffel überlässt sie Sheldon und Amy ihre Wohnung und zieht bei ihrem Mann ein. Am Ende der Serie erwartet sie ein Kind und freut sich sehr darüber, obwohl sie sich vorher lange gegen Leonards geäußerten Kinderwunsch gesträubt hat.

### Howard Joel Wolowitz
Howard ist zur Zeit der ersten Staffel 26 Jahre alt und lebt mit seiner übergewichtigen Mutter Debbie, die nie zu sehen ist, in Altadena. Er umsorgt sie, wird von ihr aber wie ein Kleinkind behandelt. Typisch ist die Kommunikation der beiden: Sie verständigen sich laut schreiend, auch durch geschlossene Türen. Debbie stirbt in der achten Staffel. Sein Vater hatte die Familie verlassen, als Howard elf Jahre alt war; er hat keinen Kontakt zu ihm, lernt allerdings später seinen Halbbruder kennen.
Howard ist klein und schmächtig und kleidet sich ungewöhnlich: Er trägt eng anliegende Hosen und grundsätzlich Rollkragen, bunte, manchmal grelle Farben und Nerd-Gürtelschnallen, bspw. mit Pac-Man- oder Batman-Logo. Er leidet an verschiedenen Allergien, vor allem an einer gegen Erdnüsse. Er ist Jude und beachtet zwar die jüdischen Feiertage und den Sabbat, lebt aber nicht koscher.
Er arbeitet als Raumfahrtingenieur am Fachbereich Angewandte Physik (Department of Applied Physics) des Caltech. Im Gegensatz zu Leonard, Sheldon und Raj ist er nicht promoviert, sondern hat am MIT als Master of Engineering (in der deutschen Synchronisierung der ersten beiden Staffeln fälschlicherweise mit Magister übersetzt) abgeschlossen; des Öfteren wird er deshalb von Sheldon und anderen aufgezogen. In der letzten Folge der fünften Staffel fliegt Howard zur Internationalen Raumstation. Er bedient sich immer wieder der technischen Möglichkeiten des Instituts für seine privaten Interessen. So nutzt er seine Zugriffsmöglichkeit auf militärische Aufklärungsdrohnen, um das Haus der Kandidatinnen der Fernsehshow America’s Next Top Model zu lokalisieren. Er ist verantwortlich für den Defekt an der von ihm entwickelten Toilette der ISS und er fährt auf dem Mars den Marsrover in einem Graben fest, als er einer Frau imponieren will, indem er ihr zeigt, dass er Zugang zum Marsroverkontrollraum hat. Solche Missgeschicke unterlaufen ihm immer wieder.
Howard hält sich für einen Frauenschwarm und versucht meist erfolglos, mit ungeschickter Anmache Frauen kennenzulernen. In der ersten Folge gibt er sich mehrsprachig; in der fünften Staffel zeigt er, dass er die amerikanische Gebärdensprache beherrscht. In der dritten Staffel geht er mit Bernadette aus; nach einigen Anlaufschwierigkeiten werden die beiden in der vierten Staffel ein Paar und verloben sich. Am Ende der fünften Staffel heiraten sie, in der zehnten werden sie Eltern einer Tochter, die sie nach dem Kometen Halley nennen und in der elften Staffel werden sie Eltern eines Sohnes namens Neil Michael („Neil“ als Hommage an Neil Armstrong, „Michael“ ist der Name von Bernadettes Vater). Die Kinder spielen in der Serie durchaus eine Rolle, sie werden aber nur in der letzten Folge der letzten Staffel überhaupt gezeigt.
In ihrer Ehe kümmert sich Howard eher selten um den Haushalt und spielt lieber Videospiele, was Bernadette oft verärgert. Bernadette gewöhnt ihm seine Macho-Allüren aber Stück für Stück ab, auch entzieht sie ihm den Zugriff auf gemeinsames Geld, da er es sonst gerne für technische Spielereien ausgibt.

### Dr. Rajesh „Raj“ Ramayan Koothrappali

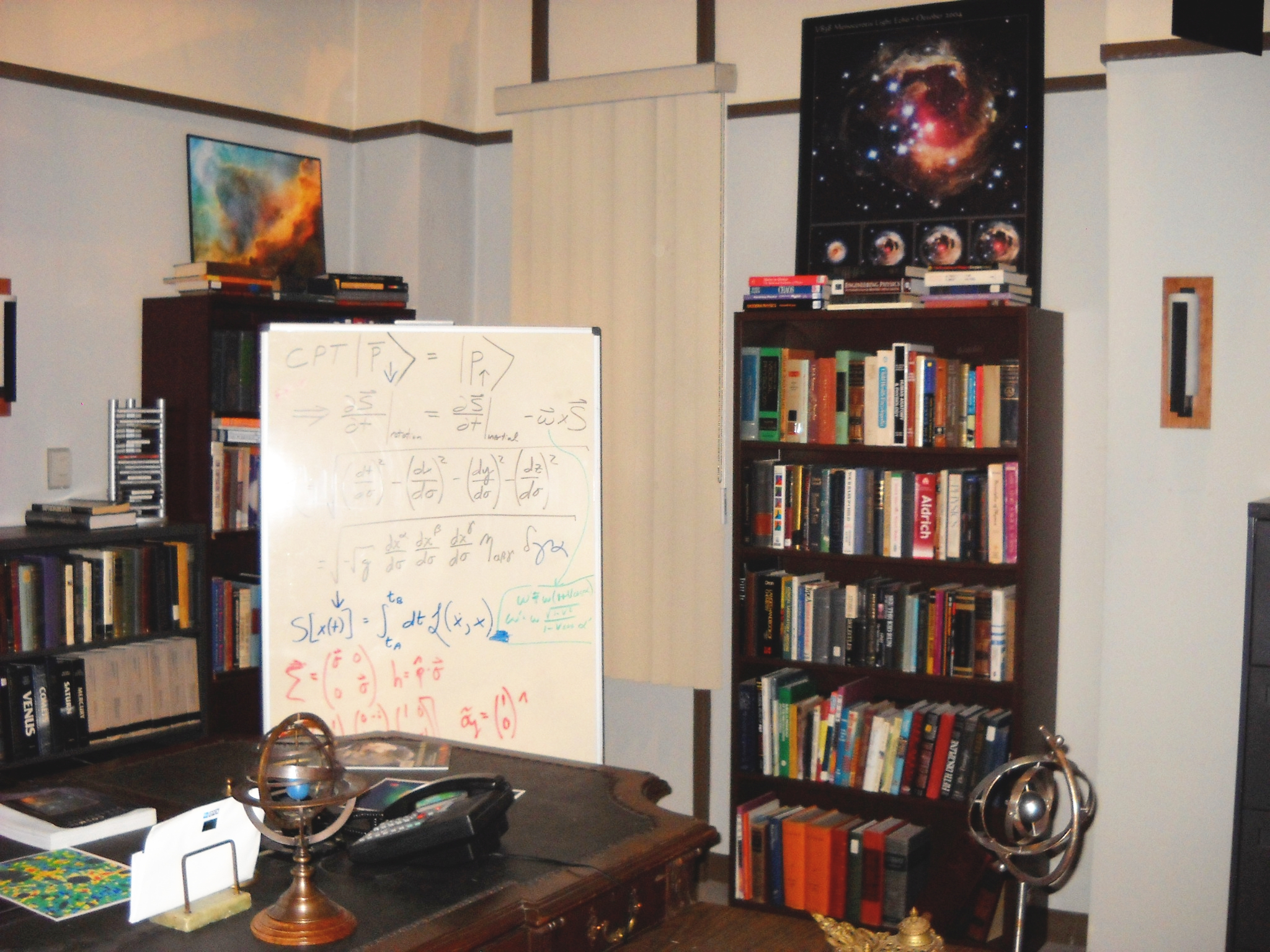
Das Büro von Sheldon und Raj

Raj ist ein promovierter indischer Astrophysiker aus Neu-Delhi und Howards bester Freund. Seinen Abschluss erlangte er an der Universität von Cambridge. Wie Leonard, Sheldon und Howard arbeitet er am Physik-Fachbereich des Caltech; sein Fachgebiet ist die Astroteilchenphysik, sein spezielles Forschungsgebiet sind die transneptunischen Objekte. Ab der dritten Staffel arbeitet er mit Sheldon zusammen. Er lebt in einem Apartment in Pasadena. Wie seine Freunde sammelt er Comichefte und liebt Science-Fiction. Oft leitet er Fragestellungen, die sich auf die wirkliche Welt beziehen, aus diesen fiktionalen Werken ab. Raj hasst Indien und indisches Essen. Er ist Hindu und glaubt an Karma, verstößt jedoch bewusst gegen einige Regeln im Hinduismus, z. B. liebt er es, Rindfleisch zu essen.
Gegenüber Frauen ist Raj sehr schüchtern; in ihrer Gegenwart ist er zu Beginn der Serie nicht in der Lage zu sprechen (selektiver Mutismus). Im weiteren Verlauf der Serie bessert sich dies dahingehend, dass er mit Frauen sprechen kann, wenn er Alkohol konsumiert oder etwas, von dem er annimmt, dass es Alkohol enthält (Placebo-Effekt), oder wenn er unter dem Einfluss von Psychopharmaka steht. Sonst flüstert er das, was er sagen will, Howard ins Ohr, der davon regelmäßig genervt ist und Rajs Worte nur widerwillig weitergibt. Trotzdem hat Raj gelegentlich Erfolg bei Frauen, die zwar attraktiv sind, aber auch mehr oder weniger Probleme haben, zum Beispiel übergroße Schüchternheit wie er (mit Lucy, mit der er kurzweilig während der sechsten und siebten Staffel eine Beziehung führt, kommuniziert er in einer Bibliothek gegenübersitzend per SMS) oder Taubheit, wobei Howard in die Gebärdensprache übersetzt. Im Finale der sechsten Staffel gelingt es Raj erstmals, seinen selektiven Mutismus zu überwinden, ab der siebten Staffel kann er dann auch ohne Alkohol ungehindert mit Frauen sprechen. Beide Entwicklungsschübe finden statt, als sich die jeweilige Freundin von ihm trennt.
Da es ihm nicht gelingt, auf normalem Weg eine Frau zu finden, willigt er ein, dass seine Eltern ihm eine Frau suchen, um mit ihr eine arrangierte Ehe einzugehen. Hier ist es nun ausgerechnet Sheldon, der – von ihm völlig unbeabsichtigt – dies verhindert. In der fünften Staffel erwägt Raj, eine Scheinehe mit einer lesbischen Frau einzugehen, da er die Hoffnung, seine Frau fürs Leben noch zu finden, aufgegeben hat. Howard und Bernadette reden ihm das jedoch aus. Um seine Einsamkeit zu lindern, schenken sie ihm die Yorkshire-Terrier-Hündin Cinnamon. Fortan ist Rajs allzu inniges Verhältnis zu dem Tier immer wieder Anlass zu Spötteleien.
Raj hat viele feminine Seiten, und in der Serie gibt es regelmäßig Anspielungen darauf, dass er möglicherweise homosexuell ist, insbesondere bezogen auf seine enge Freundschaft zu Howard. Er ist bereit, bei Kostümpartys als Wonder Woman oder andere weibliche Helden aufzutreten; dazu kommt es aber nur einmal, und zwar als Strafe einer verlorenen Wette. Hierbei ist Raj der einzige der vier Freunde, der mit seinem Kostüm ausgesprochen glücklich wirkt. Er trägt gerne weibliche Düfte. Als Penny nicht als Wonder Woman zu einer Kostümparty mitgehen möchte, bietet er sofort an, ihre Rolle zu übernehmen, was dann aber unnötig wird. In seinem Schrank hängt auch eine Star-Trek-Uniform von Lieutenant Uhura. Seine Familie hält ihn für homosexuell.
Raj entstammt einem reichen Elternhaus; sein Vater ist Gynäkologe in Indien. Häufig verweist er in Gesprächen mit seinen Freunden auf die ärmlichen Verhältnisse in seinem Heimatland, worauf vor allem Leonard und Howard kritisch bis entsetzt reagieren und darauf verweisen, dass Rajs Familie mehrere Diener beschäftigte und sehr reich sei. Raj rechtfertigt seine Aussage damit, dass es „nur ein paar“ Diener waren. Mit seinen Eltern kommuniziert Raj regelmäßig per Videochat. Seine jüngere Schwester Priya ist in der vierten und fünften Staffel mit Leonard zusammen. Neben ihr hat er eine weitere Schwester sowie drei Brüder. Sein Vater bezahlt ihm die Wohnung und seine Kreditkarte, was Raj im Laufe der Serie dann aber ändert.
Am Ende der siebten Staffel kommt er mit Emily Sweeney zusammen. In der neunten Staffel lernt Raj in Stuarts Comicbuchladen Claire kennen, mit der er parallel zu Emily eine Beziehung und auch Sex hat. Trotzdem trennen sich beide in der neunten Staffel von ihm, was Raj sehr deprimiert. Er ist Mitglied der von Howard gegründeten Band „Footprints on the Moon“.
Mit Beginn von Bernadettes Schwangerschaft wird er zu einem fast schon aufdringlichen Helfer von Bernadette und Howard, was sich noch weiter steigert, als die Kinder dann da sind. Bernadette und Howard weisen ihn dann hin und wieder in die Schranken, beide nutzen seine Hilfsbereitschaft aber auch gerne aus.
Als einziger der Protagonisten lebt er am Ende der Serie nicht in einer Beziehung, kommt aber zur Nobelpreisverleihung an Sheldon und Amy in Begleitung von Sarah Michelle Gellar.
Raj trägt fast immer Pullunder und häufig billig wirkende Trainingsjacken, obwohl er sportlich genauso schlecht wie seine Freunde ist.

### Dr. Bernadette Maryann Rostenkowski-Wolowitz
Bernadette ist zunächst Bedienung und Kollegin von Penny im Cheesecake-Factory-Restaurant; mit diesem Job finanziert sie ihr Mikrobiologiestudium. Sie hat polnische Wurzeln und ist streng katholisch erzogen worden, weshalb sie nicht gut lügen kann. Ebenso wie Howard ist sie ziemlich klein, was in der Serie mehrfach thematisiert wird. Sie ist extrem ehrgeizig, leicht reizbar und schnell patzig oder wütend, wobei ihre ohnehin hohe Stimme besonders schrill wird.
Penny stellt Bernadette Howard vor, und nach Anfangsschwierigkeiten finden die beiden zusammen und werden ein Paar. Kurz bevor Howard ins Weltall startet, heiratet er Bernadette. In der vierten Staffel wird Bernadette promoviert, von einem pharmazeutischen Unternehmen eingestellt und sehr gut bezahlt. Sie verdient viel mehr als Howard, was ihm zunächst Probleme bereitet. In der neunten Staffel enthüllt Bernadette, dass sie schwanger ist. In der zehnten Staffel wird ihre Tochter Halley und in der elften Staffel ihr Sohn Neil Michael geboren. Bernadette gelangt als junge Mutter in den schwierigen Konflikt zwischen Kindererziehung und dem richtigen Zeitpunkt der Wiederaufnahme ihrer Arbeit.
Bernadette ist immer modisch gekleidet und trägt fast nur kniefreie Röcke und Kleider. Mehrfach wird ihre üppige Oberweite in der Serie betont, jedoch setzt sie im Gegensatz zu Penny ihre Weiblichkeit nicht als Mittel zum Zweck ein. Sie erzieht sich Howard und weiß, wie sie bekommt, was sie will. In ihrer Beziehung hat sie „die Hosen an“.

### Dr. Amy Farrah Fowler
Amy ist Neurobiologin mit Harvard-Abschluss und wird im Laufe der Serie Sheldons Freundin. Die Beziehung gestaltet sich lange Zeit rein platonisch. Amy hatte sich nur deshalb mit Männern verabredet, weil sie mit ihrer Mutter die Abmachung hatte, einmal pro Jahr mit einem Mann auszugehen. Sheldon war eines dieser jährlichen Dates.
Sie hat ebenso wie Sheldon die Eigenheit, die Dinge einerseits nüchtern und eloquent unter Zuhilfenahme der Erkenntnisse ihres Faches, der Neurobiologie, zu kommentieren. Andererseits fehlt auch ihr oft gesellschaftliches Feingefühl, worin sie aber im Serienverlauf besser wird. In der Schule war sie immer Außenseiterin, worunter sie noch immer leidet. Sheldon erkennt zunehmend die Wesensähnlichkeiten zwischen ihnen. Betont Amy beim ersten Zusammentreffen noch, dass sie jede Form von körperlichem Kontakt oder gar Intimität konsequent ablehne, ändert sie im Verlauf der Serie diese Einstellung grundlegend. Im Gegensatz zu Sheldon leidet Amy immer mehr unter der fehlenden Intimität in ihrer Beziehung. Sie entwickelt auch lesbische Züge, erklärt Penny zu ihrer besten Freundin und versucht, ihr näherzukommen, was Penny jedoch abblockt. Amy wird ein fester Bestandteil der Gruppe. Mit Penny und Bernadette unternimmt sie viel gemeinsam, zu Beginn ihrer Bekanntschaft drängt sie sich den beiden Freundinnen aber geradezu auf. Später wird sie zunehmend eifersüchtig auf alle Frauen in Sheldons Umfeld und möchte intensiveren Kontakt zu ihm, was Sheldon jedoch lange nicht begreift.
Im Lauf der Serie möchte Amy mit Sheldon intim werden, was dieser zunächst ablehnt, jedoch auf Dauer nicht verhindern kann. Ihre sexuellen Aufforderungen versucht er herunterzuhandeln, man einigt sich auf „Fummeln“, aber auch hier wird Amy immer fordernder. Sie spielt ihm auch schon mal eine Grippe vor, bei der er auf Grund ihrer „Beziehungsrahmenvereinbarung“ verpflichtet ist, ihr die Brust mit einer Salbe einzureiben. Als Sheldon dahinterkommt, lässt sie sich von ihm bestrafen und genießt zu Sheldons Verwunderung die Handschläge auf ihren Po. Nach einer zwischenzeitlichen kurzen Trennung fühlt sich Sheldon endlich bereit, mit Amy zu schlafen, und schenkt ihr dieses Ereignis in der neunten Staffel zum Geburtstag. Am Ende der zehnten Staffel hält Sheldon schließlich um ihre Hand an; die Serie endet damit, dass sie, wenngleich Neurobiologin, gemeinsam mit ihrem Mann den Nobelpreis für Physik empfängt.
Amy ist Fan der Serie Unsere kleine Farm und spielt Harfe.
Amy legt sehr wenig Wert auf modische Kleidung. Sie kleidet sich wie ihre Großmutter (manchmal auch tatsächlich mit deren Kleidung), trägt mindestens knielange Röcke und Kleider, niemals Hosen, aber fast immer eine Strickjacke oder auch zwei übereinander und immer eine blickdichte, farbige Strumpfhose und meistens Gesundheitsschuhe, bei besonderen Gelegenheiten aber auch unpassende Stöckelschuhe. Penny und Bernadette versuchen immer mal wieder, ihren unvorteilhaften Kleidungsstil zu ändern, was ihnen aber nicht gelingt. Das schafft erst Raj in der vorletzten Folge, als er mit Amy für ihren Auftritt zur Nobelpreisverleihung shoppen geht und sie komplett modisch umstylt.

### Stuart David Bloom

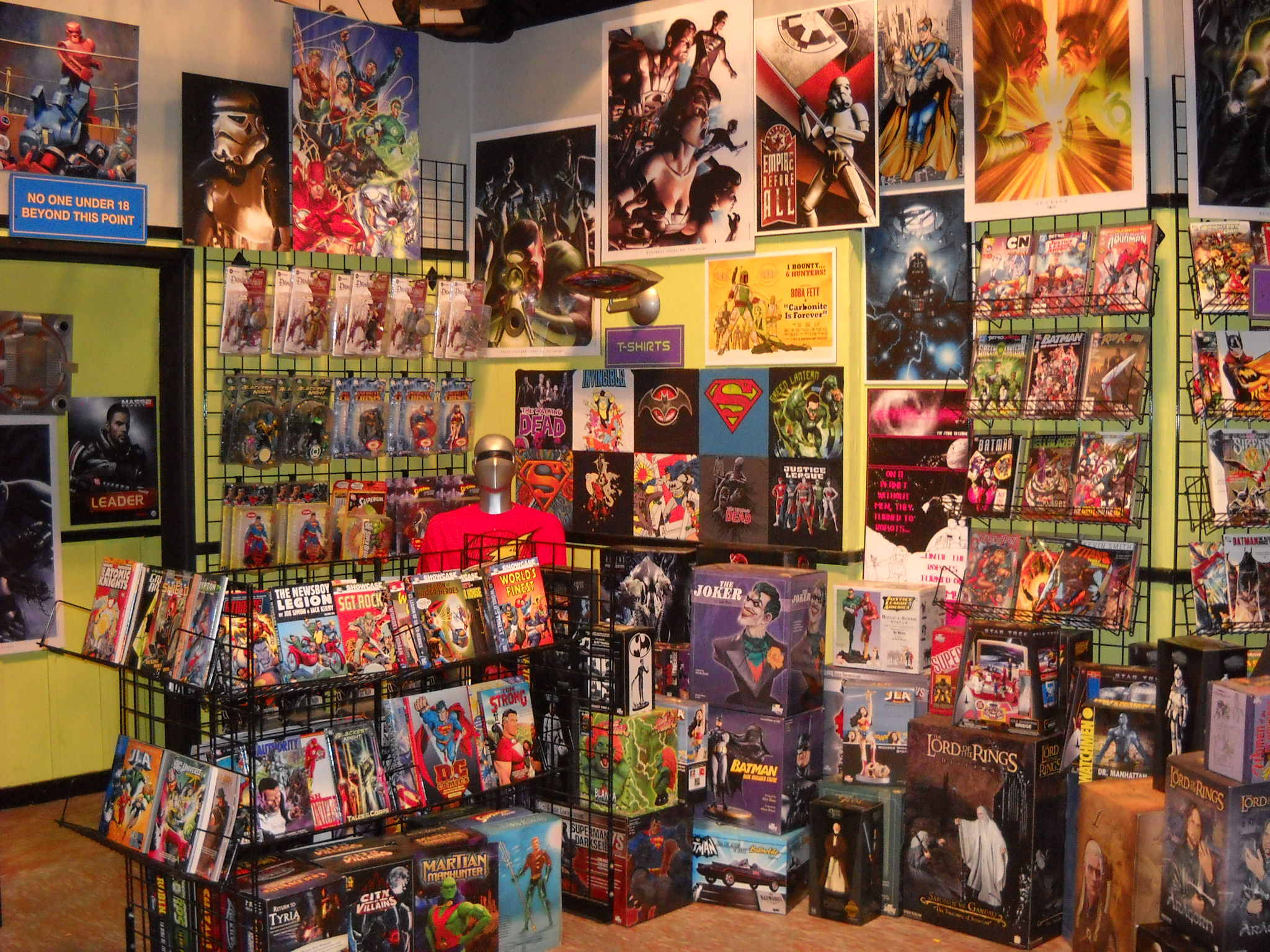
Stuarts Comicbuch-Laden

Stuart besuchte die Rhode Island School of Design, hat einen Abschluss als Grafiker und besitzt einen Comicbuchladen, den er aus finanziellen Gründen zuweilen auch als Wohnung nutzt. Sheldon, Leonard, Howard und Raj sind Stammkunden. Stuart gelingt es immer wieder, ihnen Comics oder Spiele anzubieten, denen sie nicht widerstehen können. Stuart hat ein enormes Wissen auf diesem Gebiet; er liefert sich besonders mit Sheldon Fach- und Streitgespräche.
Bei seinen ersten Auftritten erscheint Stuart noch als jemand, der sein Leben im Wesentlichen im Griff hat und sogar um ein Haar mit Penny im Bett landet; im Verlauf späterer Staffeln wird er jedoch zunehmend als bemitleidenswerte Person dargestellt. Da sein Geschäft offenbar wenig abwirft, muss er für wenig Geld extrem viel arbeiten, kann sich noch später nicht einmal mehr eine Wohnung leisten und deutet mehrfach an, sehr einsam zu sein und besonders in psychischer, jedoch auch in körperlicher Hinsicht gesundheitliche Probleme zu haben. Am Ende von Staffel 7 wird sein Laden durch ein Feuer zerstört. Howard bietet ihm daraufhin an, bei seiner Mutter zu wohnen und sich um diese zu kümmern. Stuart nimmt das Angebot an und zieht bei Howards Mutter ein. Zu Howards Unbehagen kommt Stuart seiner Mutter, die ihn verwöhnt, immer näher und übernimmt immer stärker die Rolle eines Sohnes.
Stuart geht im Laufe der Serie zweimal mit Penny aus. Zu einer Annäherung am Ende des ersten Dates kommt es aber nicht, obwohl Penny sexuelles Interesse zeigt; sie schläft jedoch ein, als Stuart sich in einer Fachsimpelei mit Sheldon verliert. Beim zweiten Date trinken sie zwei Flaschen Wein und küssen sich in Stuarts Auto; als er „Oh, Penny“ sagt, antwortet sie jedoch „Oh, Leonard“. Stuart hat später auch eine Verabredung mit Amy und ist von ihrer strengen, nüchternen Art beeindruckt. Als Sheldon das erfährt, beschließt er, eifersüchtig geworden, Amy endlich als seine offizielle Freundin anzuerkennen.
Nach dem Tod von Howards Mutter bleibt er in dem nun von Howard und Bernadette genutzten Haus, da er sich eine eigene Wohnung angeblich nicht leisten kann. Später zieht er dort aus, hat aber bald wieder Probleme, die Kosten für seine Wohnung zu bestreiten. Bernadette und Howard lassen ihn schließlich wieder einziehen, da sie angesichts der bevorstehenden Geburt ihrer Tochter seine Hilfe gebrauchen können. Es erweist sich dann, dass er sehr gut mit Babys umgehen kann.
Stuart macht aber keinen Hehl daraus, dass er Howard und Bernadette gnadenlos ausnutzt und er sich bei ihnen durchfüttern lässt. Er nutzt den Komfort und die Möglichkeiten für seine Zwecke ohne Hemmungen aus. Er zeigt dabei auch zweifelhafte Vorlieben, beispielsweise beobachtet er Howard und Bernadette beim Schlafen in ihrem Schlafzimmer.
In der finalen 12. Staffel kommt Stuart mit der jüngeren attraktiven Kunststudentin Denise zusammen, seiner Angestellten aus dem Comicbuchladen, die seine Leidenschaft für Comics und Star Wars teilt. Sie zieht quasi auch bei Howard und Bernadette mit ein, da sie selbst in ihrer Wohnung einen zumindest leicht gestörten Mitbewohner hat und sie dort deshalb nicht allein sein können.

### Dr. Leslie Winkle
Leslie ist Experimentalphysikerin wie Leonard. Mit diesem hatte sie zu Beginn der Serie zwei One-Night-Stands und als Folge eine feste Beziehung über mehrere Episoden. Nach einer Paintballschlacht kommt sie für kurze Zeit mit Howard zusammen, den sie jedoch nur für Sex benutzt, bevor sie ihm schließlich den Laufpass gibt. Ihr Verhältnis zu Sheldon beschränkt sich auf gegenseitige Sticheleien, bei denen sie ihn meist als Blödmann bezeichnet, woraufhin Sheldon oft nur sehr panisch und überfragt mit eher harmlosen Sprüchen kontern kann. Leslie spielt Violine.

### Dr. Emily Sweeney
Emily ist Dermatologin und lernt Raj über eine Dating-App kennen; am Ende der siebten Staffel kommen sie zusammen. Aufgrund ihrer befremdlichen und morbiden Neigungen kommt es jedoch in der neunten Staffel zum Ende ihrer Beziehung, da die beiden sehr unterschiedliche Interessen und Neigungen haben. Nachdem Raj im Comicbuchladen die Drehbuchautorin Claire kennenlernt, mit der er zeitweise parallel ein Verhältnis hat, bricht seine Beziehung zu Emily endgültig auseinander.

### Priya Koothrappali
Priya ist die jüngere und attraktive Schwester von Raj und arbeitet als Anwältin bei einem indischen Autohersteller. Sie tritt zum ersten Mal in der 6. Folge der 4. Staffel als anfangs heimliche Geliebte von Leonard auf. Raj ist mit dieser Beziehung nicht einverstanden, seine Versuche, nach indischer Familientradition als „Beschützer“ seiner Schwester zu fungieren, scheitern jedoch gründlich und er nimmt das Zusammensein der beiden schließlich widerwillig hin. Priya ist sehr selbstbewusst und indische Traditionen sind ihr egal, wobei Raj diese auch nur dann anerkennt, wenn er sie zu seinem Vorteil nutzen könnte.
Priya trägt grundsätzlich Businesskleidung und immer Hosenanzüge. Sie tritt als einzige auch Sheldon gegenüber selbstbewusst auf und verweist ihn mehrfach in seine Schranken, insbesondere wenn Sheldon sich auf seine ausgearbeiteten Verträge zu stützen versucht, welche die in drei Ländern als Anwältin zugelassene Juristin dann zerpflückt.
Priya kehrt schließlich nach Indien zurück und führt mit Leonard eine Fernbeziehung, die jedoch in der 7. Folge der 5. Staffel endet, nachdem sie ihm eine Affäre mit ihrem Ex-Freund eingestanden hat.

## Besetzung

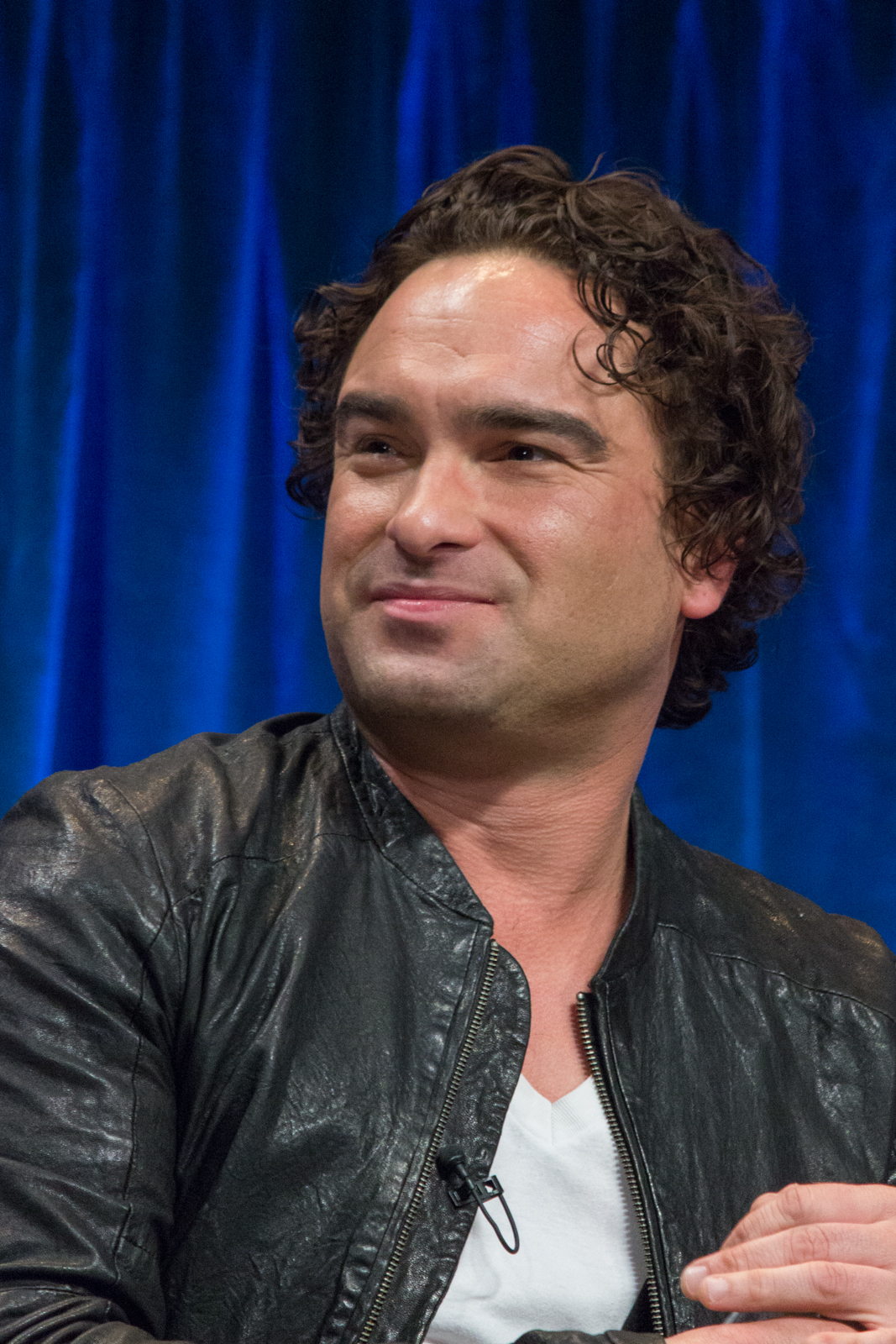
Johnny Galecki
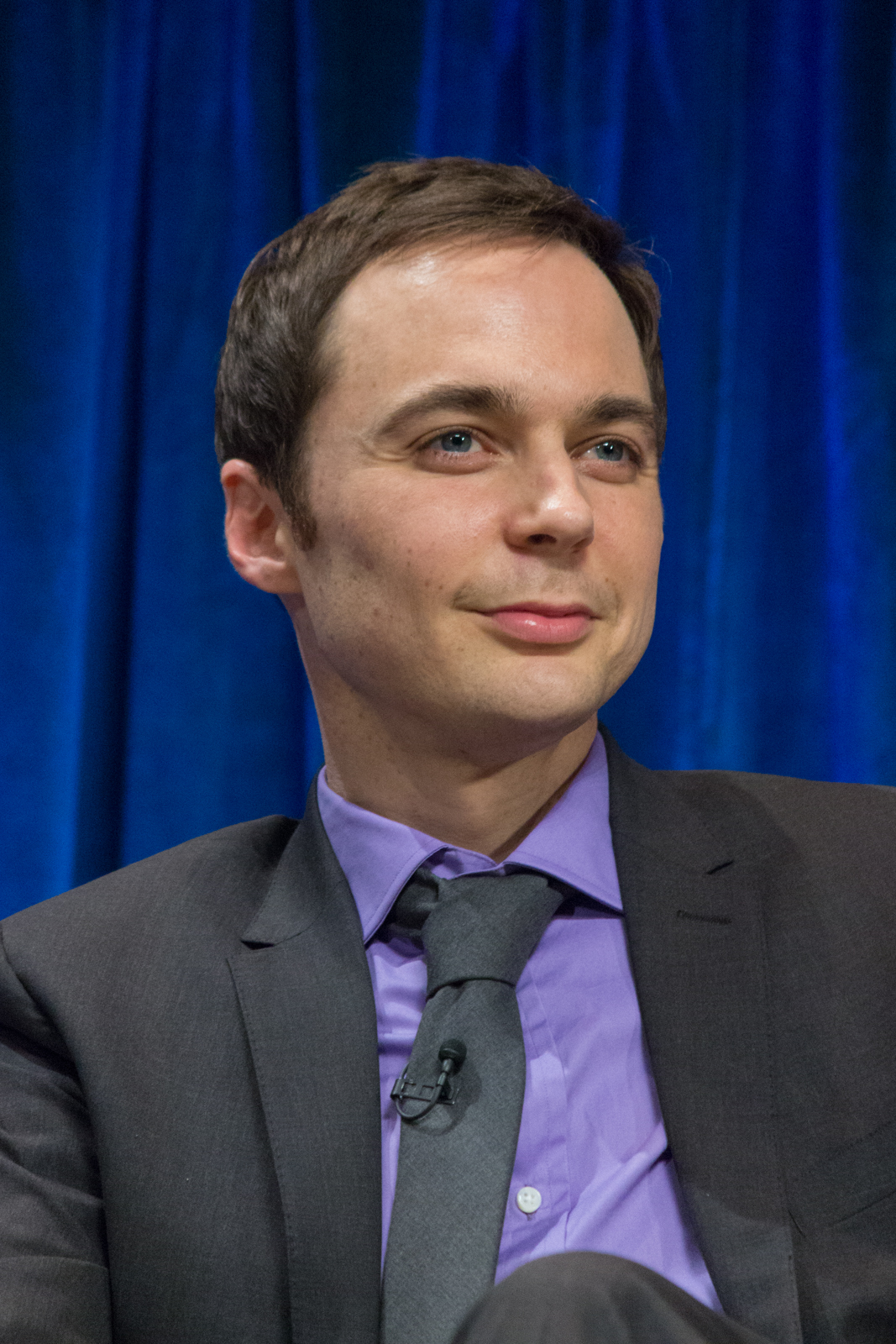
Jim Parsons
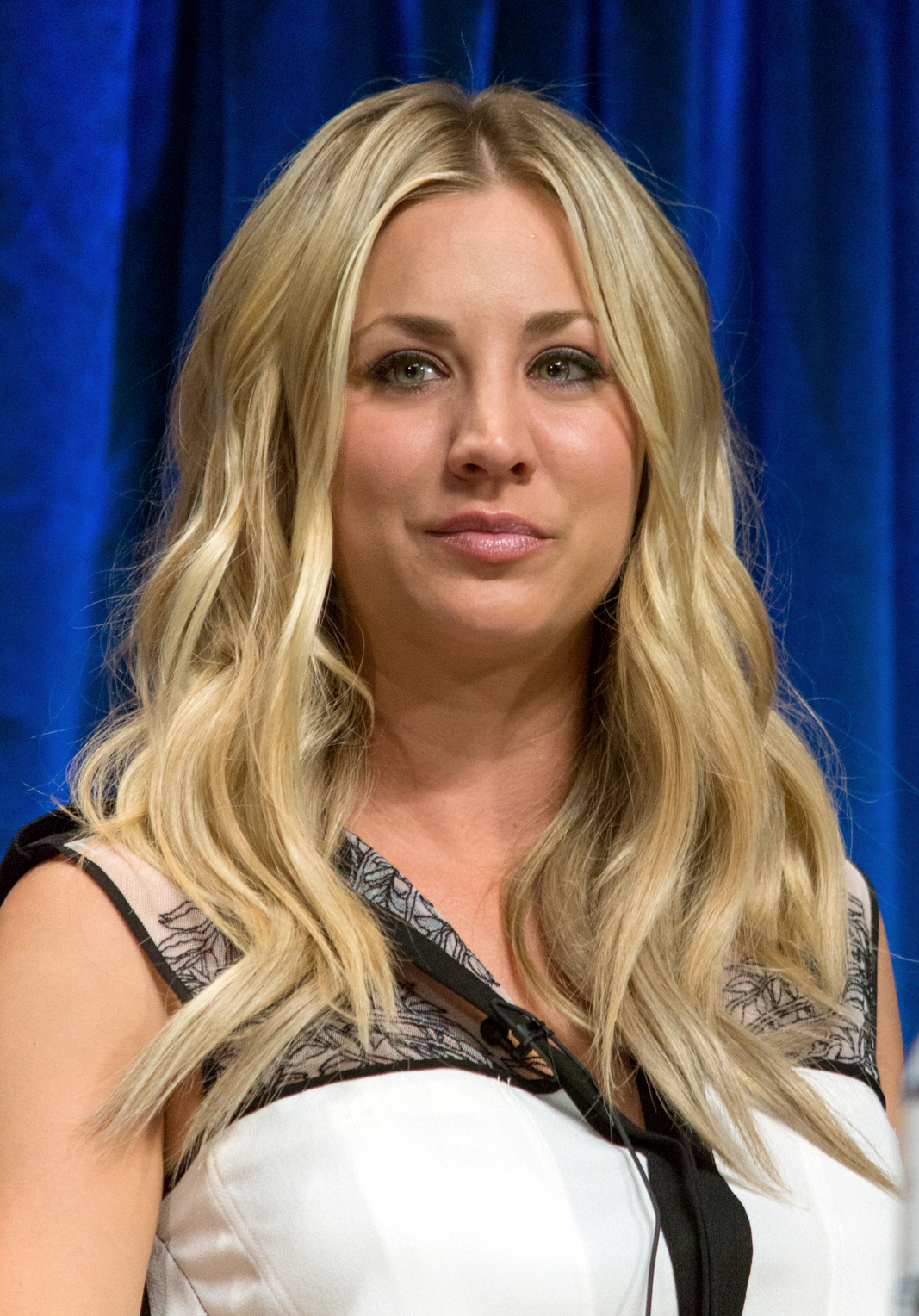
Kaley Cuoco
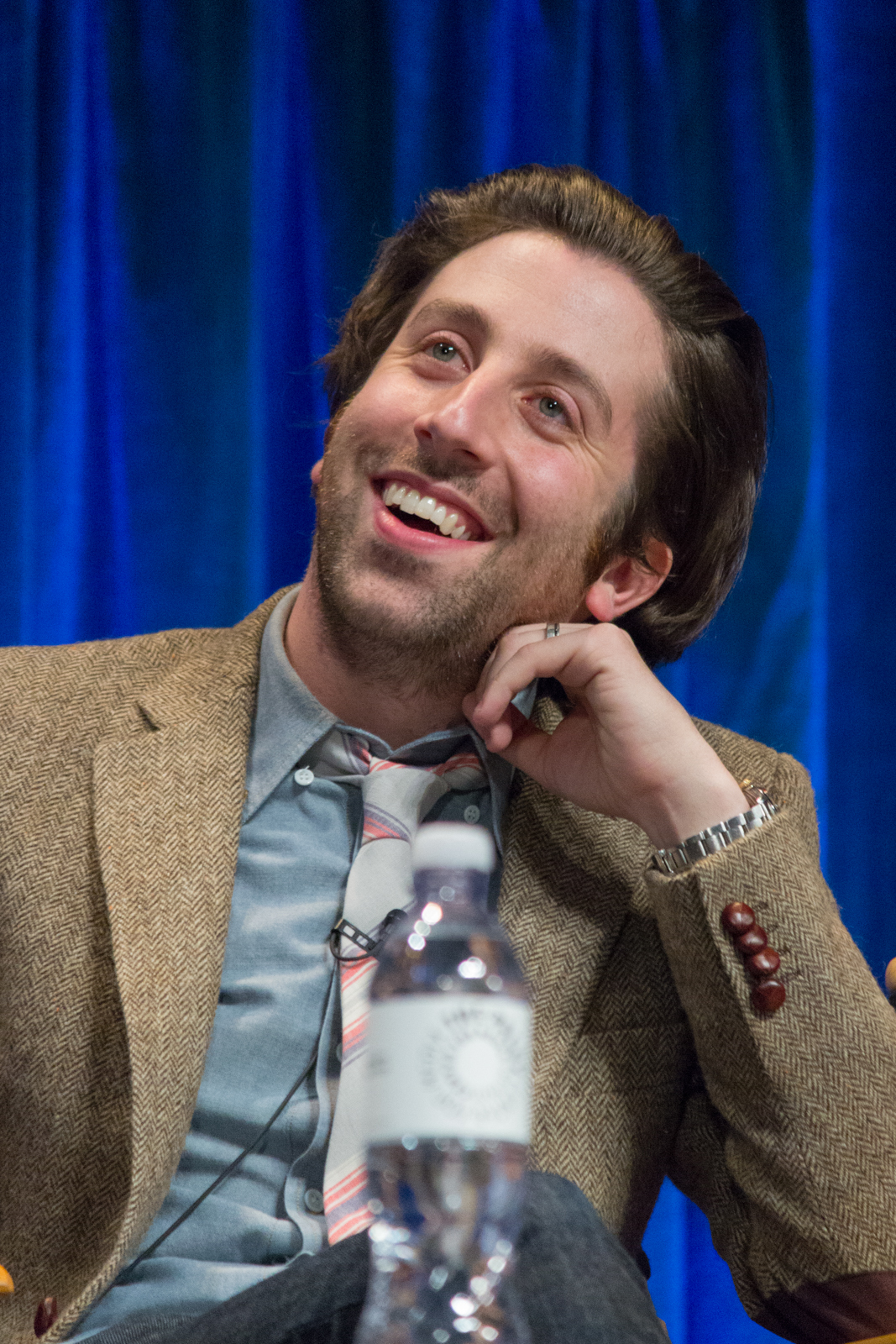
Simon Helberg
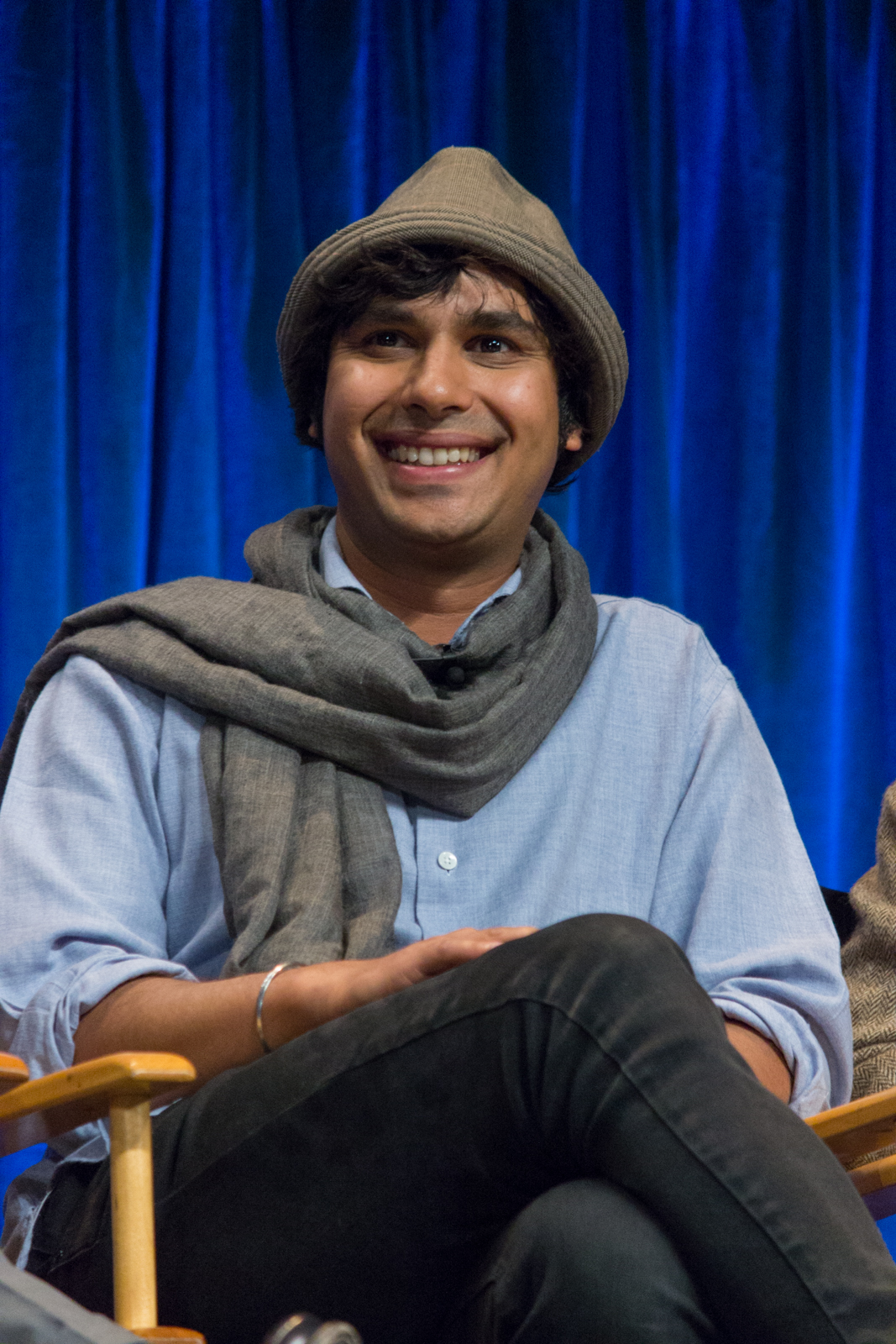
Kunal Nayyar
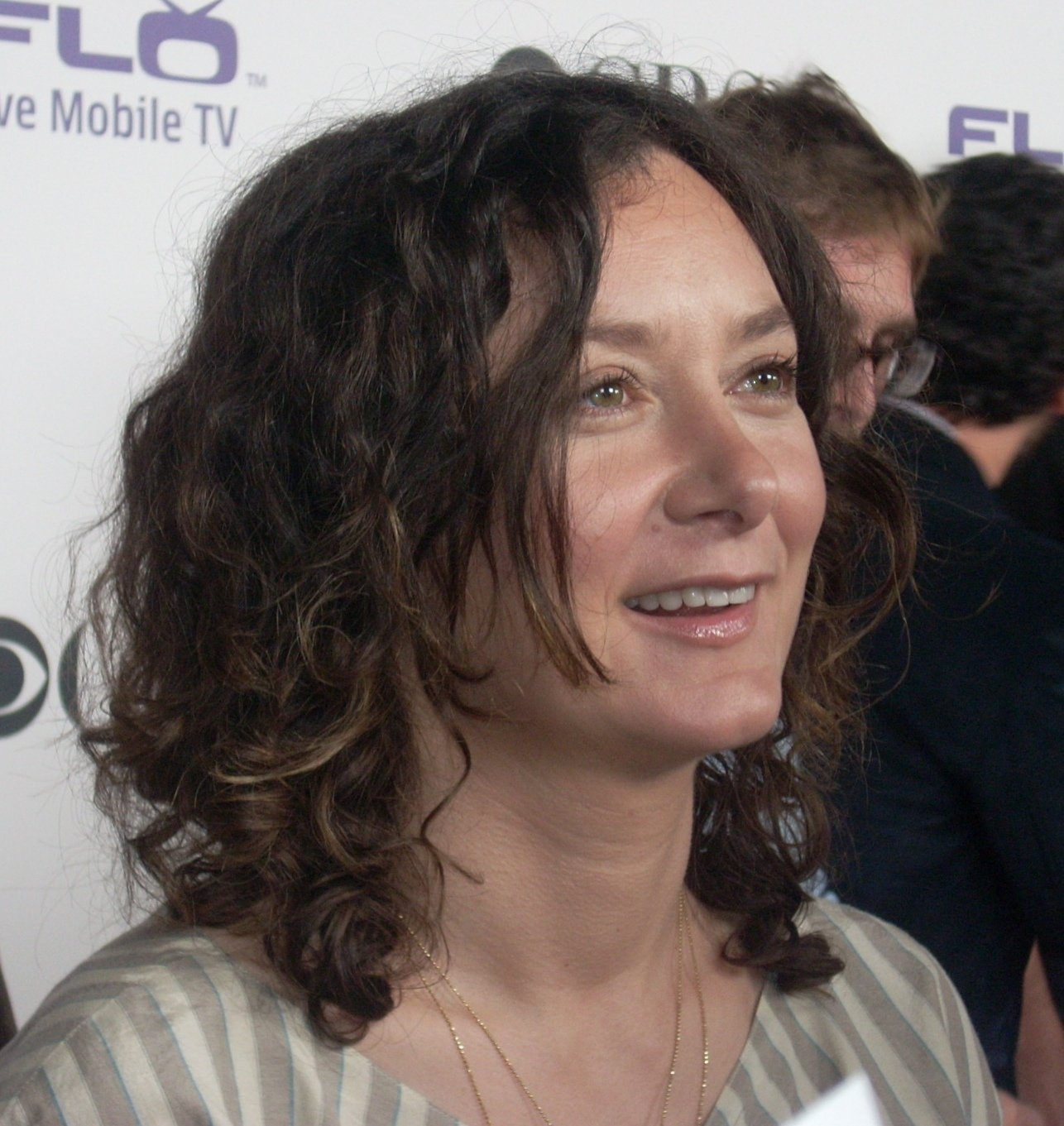
Sara Gilbert
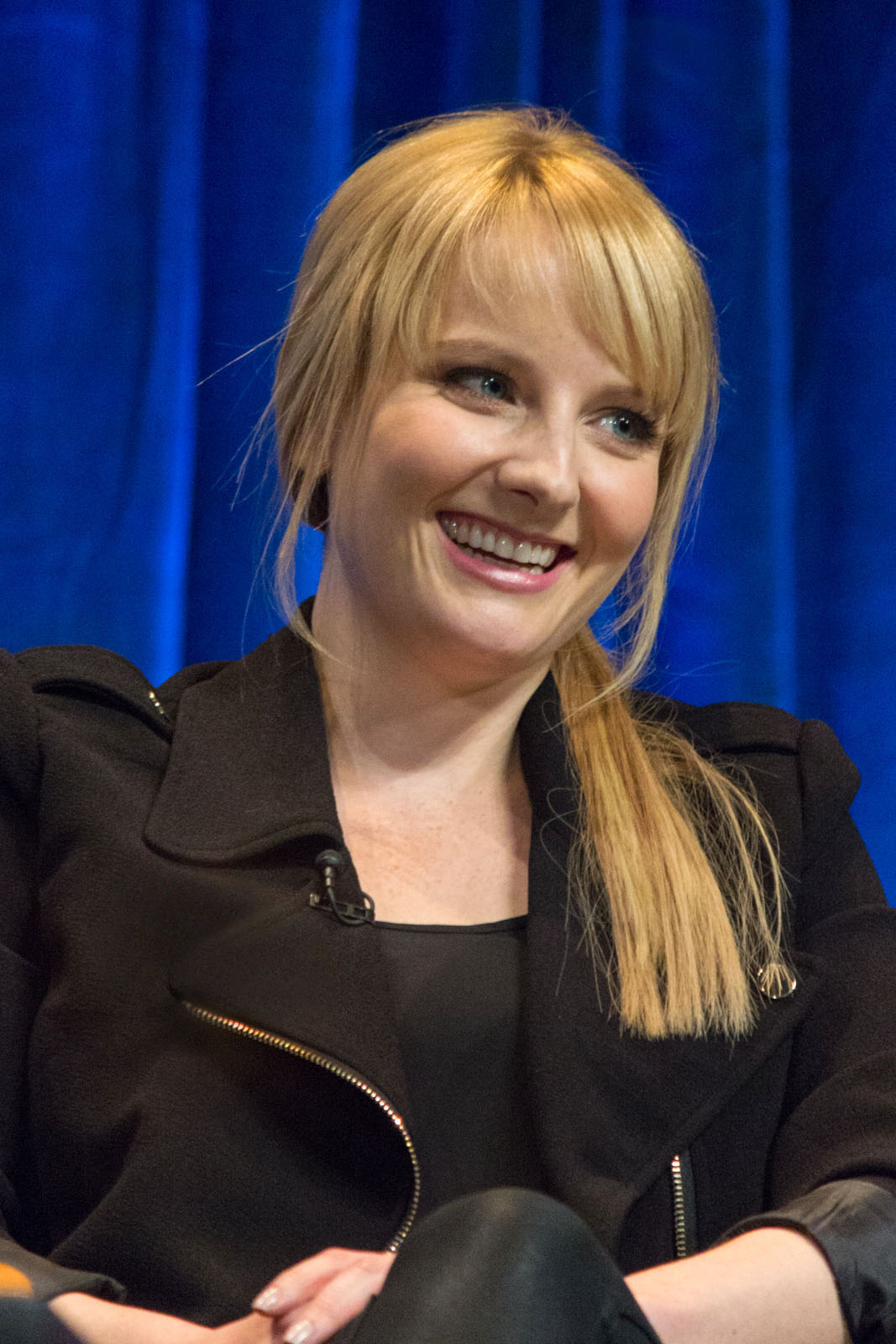
Melissa Rauch
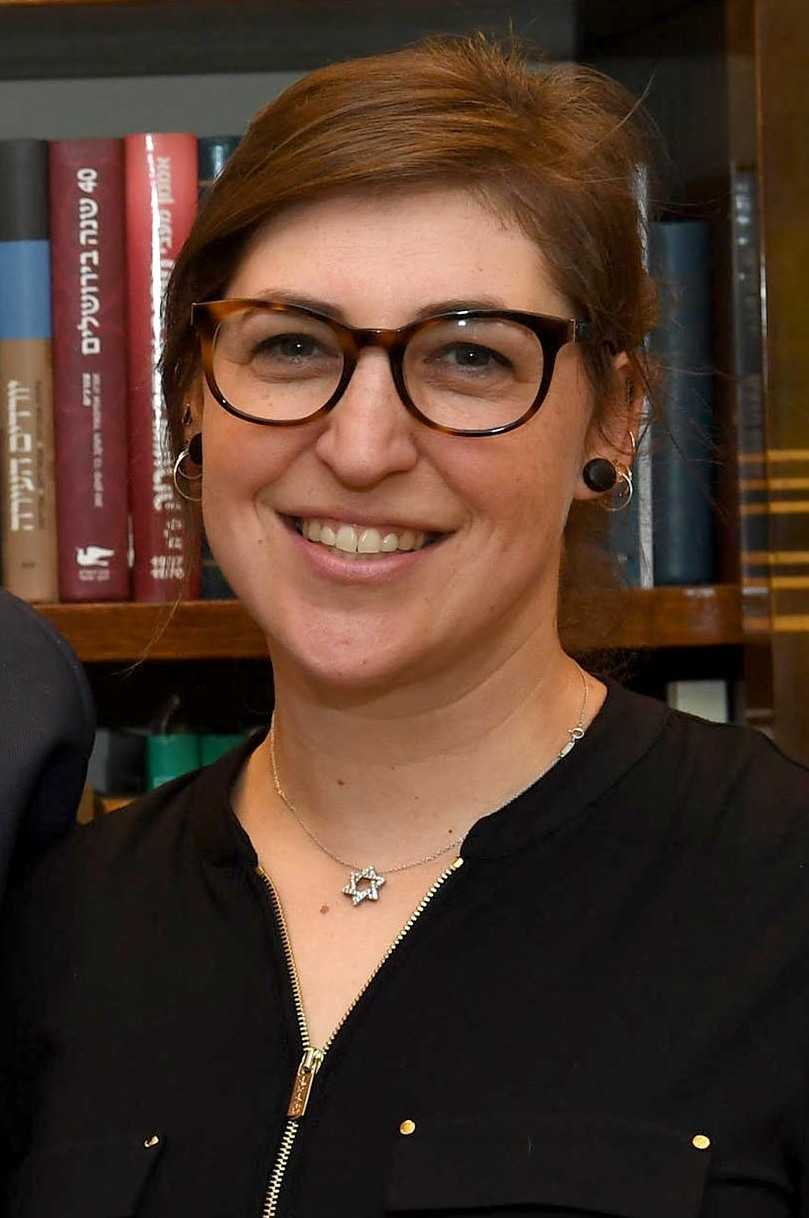
Mayim Bialik
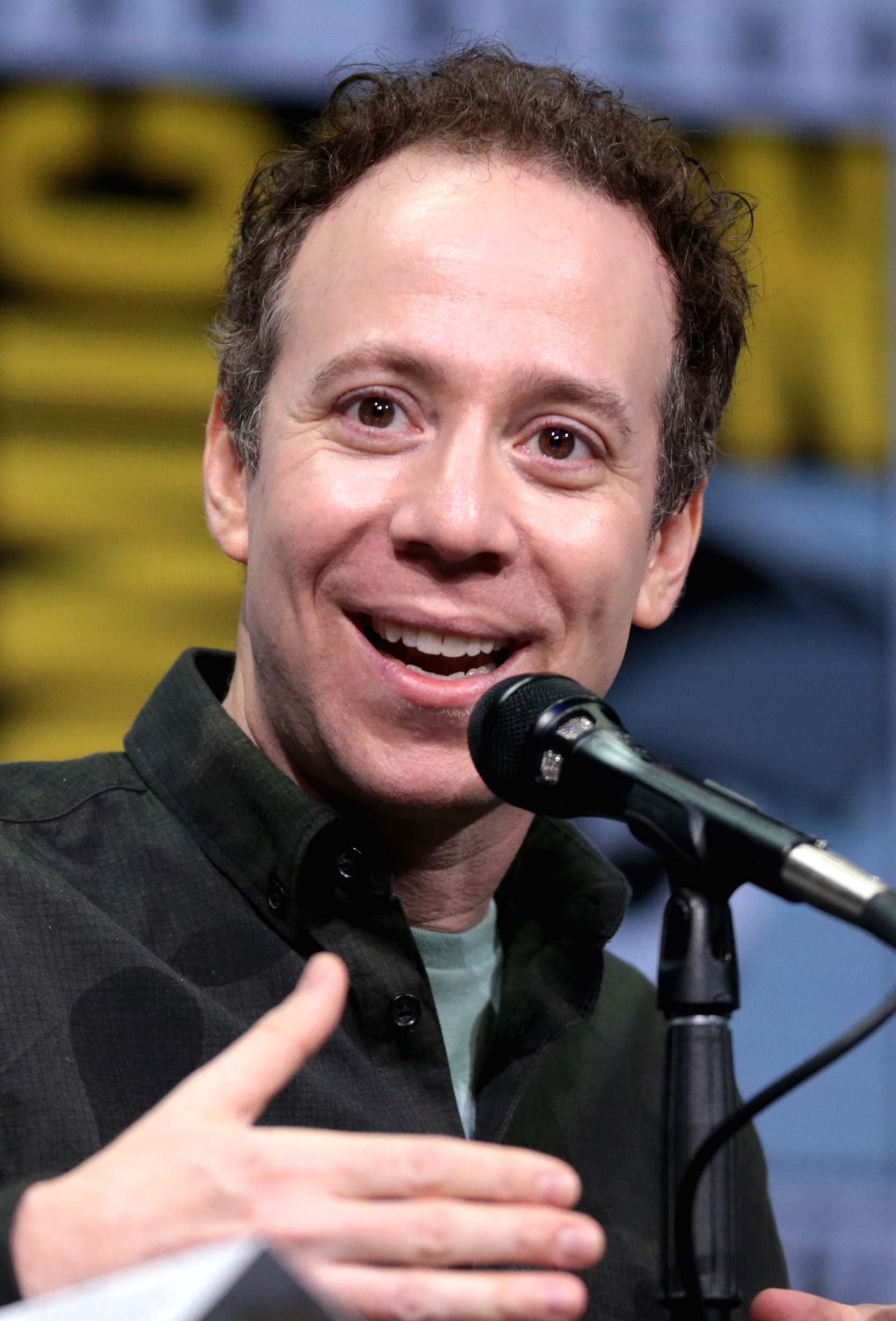
Kevin Sussman

### Synchronisation
Die Synchronisation der Staffeln 1–7 erfolgte durch die Rainer Brandt Film Produktionsgesellschaft mbH, danach übernahmen die Cinephon Filmproduktions GmbH, Berlin (Staffel 8–10) und die Arena Synchron GmbH, Berlin (Staffel 11–12). Stefan Ludwig schrieb die Dialogbücher und führte die Dialogregie (zumindest bis Staffel 10).

#### Hauptdarsteller
| Rolle                                   | Schauspieler   | Hauptrolle (Episoden)        | Nebenrolle (Episoden)   | Gastrolle (Episoden) | Synchronstimme       |
| --------------------------------------- | -------------- | ---------------------------- | ----------------------- | -------------------- | -------------------- |
| Dr. Leonard Hofstadter                  | Johnny Galecki | 1.01–12.24                   |                         |                      | Ozan Ünal            |
| Dr. Dr. Sheldon Cooper                  | Jim Parsons    | 1.01–12.24                   |                         |                      | Gerrit Schmidt-Foß   |
| Penny Hofstadter 1.                     | Kaley Cuoco    | 1.01–12.24                   |                         |                      | Sonja Spuhl          |
| Howard Wolowitz, M.Eng.                 | Simon Helberg  | 1.01–12.24                   |                         |                      | Sebastian Schulz     |
| Dr. Rajesh „Raj“ Koothrappali           | Kunal Nayyar   | 1.01–12.24                   |                         |                      | Rajvinder Singh      |
| Dr. Leslie Winkle                       | Sara Gilbert   | 2.02–2.03, 2.06, 2.16        | 1.03, 1.05, 1.13        | 3.23, 9.17           | Diana Borgwardt      |
| Dr. Bernadette Rostenkowski-Wolowitz 2. | Melissa Rauch  | 4.04–12.24                   | 3.05–3.14               |                      | Anita Hopt           |
| Dr. Amy Farrah Fowler                   | Mayim Bialik   | 4.08–12.24                   | 4.01–4.05               | 3.23                 | Bianca Krahl         |
| Stuart Bloom                            | Kevin Sussman  | 6.01–6.17, 8.01–12.24 3.     | 2.20–5.24, 7.02–7.24 3. |                      | Bernhard Völger      |
| Dr. Emily Sweeney                       | Laura Spencer  | 9.04, 9.09, 9.13, 9.15, 9.18 | 7.17–8.24 3.            | 10.14                | Sandrine Mittelstädt |

1. In den ersten acht Staffeln ist ihr Familienname unbekannt. Nach ihrer Hochzeit am Anfang der neunten Staffel heißt sie Hofstadter.
2. Sie erhält den Doktorgrad am Ende der vierten Staffel.
3. Unregelmäßige Auftritte

#### Nebendarsteller
| Rolle                            | Schauspieler            | Auftritte (Episoden) | Synchronstimme                                         |
| -------------------------------- | ----------------------- | --- | ------------------------------------------------------ |
| Althea Robinson                  | Vernee Watson-Johnson   | 1.01, 1.16, 4.01, 5.18, 10.11 | Sonja Deutsch                                          |
| Kurt                             | Brian Patrick Wade      | 1.01, 1.06, 2.14 | Matti Klemm                                            |
| Mary Cooper                      | Laurie Metcalf          | 1.04, 3.01, 4.03, 5.06, 7.11, 7.18, 8.23, 9.01, 9.24, 10.01, 10.12, 11.01, 11.13, 11.24 | Sabine Arnhold                                         |
| Dr. Eric Gablehauser             | Mark Harelik            | 1.04, 1.12, 1.13, 2.03, 2.04 | Uwe Jellinek                                           |
| Mrs. Wolowitz (Stimme)           | Carol Ann Susi (Stimme) | 1.07, 1.11, 2.01, 2.08, 2.12, 2.16, 2.19, 2.23, 3.07, 3.09, 3.10, 3.22, 4.01, 4.04, 4.05, 4.16, 4.19, 4.23, 4.24, 5.03, 5.05, 5.12, 5.15, 5.18, 5.19, 5.21, 5.24, 6.01, 6.04, 6.07, 6.15, 7.09, 7.11, 7.16, 7.21, 7.23, 7.24, 8.01, 8.08, 11.09 | Sonja Deutsch                                          |
| Dr. V. M. Koothrappali           | Brian George            | 1.08, 2.04, 2.23, 3.07, 4.20, 4.24, 5.02, 5.04, 5.20, 8.11, 8.22, 10.03, 10.16, 11.10, 12.02, 12.12 | Kamal Roy                                              |
| Mrs. Koothrappali                | Alice Amter             | 1.08, 2.04, 2.23, 3.07, 4.20, 4.24, 5.02, 5.04, 5.20, 8.22 | Mitali Roy                                             |
| Missy Cooper                     | Courtney Henggeler      | 1.15, 11.24 | Julia Kaufmann                                         |
| Ramona Nowitzki                  | Riki Lindhome           | 2.06, 10.24, 11.01 | Angela Ringer                                          |
| Dr. Stephanie Barnett            | Sara Rue                | 2.08–2.10 | Ulrike Stürzbecher                                     |
| Dr. Barry Kripke                 | John Ross Bowie         | 2.12–2.13, 3.01, 3.09, 4.17, 5.14, 5.17, 5.22, 6.14, 6.20, 7.10, 7.20, 8.10, 8.15, 9.05–9.06, 9.15, 9.17, 10.09, 11.08, 11.17, 11.24, 12.07, 12.21, 12.23                                                                                       | Christian Gaul                                         |
| Dr. Beverly Hofstadter           | Christine Baranski      | 2.15, 3.11, 5.01, 7.04, 7.24, 8.23, 9.17, 9.23–9.24, 10.01, 10.18, 11.04, 11.15, 12.10, 12.17, 12.22 | Liane Rudolph                                          |
| Wil Wheaton                      | Wil Wheaton             | 3.05, 3.19, 4.08, 5.05, 5.22, 6.07, 7.10, 7.19, 7.23, 8.20, 9.07, 9.11, 9.17, 11.06, 11.15, 11.24, 12.16 | Sven Plate                                             |
| Zack Johnson                     | Brian Thomas Smith      | 3.23, 4.10, 4.11, 4.17, 7.09, 7.11, 9.22, 10.22, 11.09, 12.12, 12.15 | Tobias Kluckert                                        |
| Priya Koothrappali               | Aarti Mann              | 4.06, 4.16–4.24, 5.02, 5.07 | Mala Ghedia                                            |
| Wyatt                            | Keith Carradine         | 4.09, 9.03, 10.01, 12.03, 12.15 | Joachim Tennstedt                                      |
| Präsident Siebert                | Joshua Malina           | 4.15, 5.16–5.17, 11.22, 12.05, 12.07, 12.11, 12.13, 12.18–12.21, 12.23 | Klaus-Peter Grap                                       |
| Mike Rostenkowski                | Casey Sander            | 5.23, 5.24, 6.10, 7.09, 7.16, 9.07 | Dieter Memel                                           |
| Dimitri Rezinov                  | Pasha Lychnikoff        | 5.24, 6.01–6.04 | Oleg Zinkovski                                         |
| Alex Jensen                      | Margo Harshman          | 6.03, 6.08, 6.12, 6.15, 6.16 | Annina Braunmiller                                     |
| Janine Davis                     | Regina King             | 6.12, 6.20, 7.01, 8.02, 11.02, 12.19 | Peggy Sander                                           |
| Lucy                             | Kate Micucci            | 6.16–6.18, 6.21–6.24, 7.08, 10.14, | Anja Stadlober                                         |
| Bert Kibbler                     | Brian Posehn            | 6.18, 7.13, 10.03, 10.06, 10.09, 10.16, 10.21, 11.07, 11.13, 11.24, 12.02, 12.06, 12.14, 12.19, 12.24 | Werner Böhnke                                          |
| Arthur Jeffries/Professor Proton | Bob Newhart             | 6.22, 7.07, 7.22, 9.11, 11.06, 12.05 | Hasso Zorn (Staffel 6–7) Freimut Götsch (Staffel 9–12) |
| Dan                              | Stephen Root            | 8.01, 8.10 | Jörg Hengstler                                         |
| Dave Gibbs                       | Stephen Merchant        | 9.08, 9.10 | Alexander Doering                                      |
| Claire                           | Alessandra Torresani    | 9.14, 9.15, 9.18, 9.22, 10.14 | Jill Böttcher                                          |
| Dr. Alfred Hofstadter            | Judd Hirsch             | 9.24, 10.01 | Jürgen Kluckert                                        |
| Colonel Richard Williams         | Dean Norris             | 10.01–10.03, 10.15, 10.23, 11.08 | Lutz Schnell                                           |
| Ruchi                            | Swati Kapila            | 11.03, 11.07, 11.08 | Trishna Roy                                            |
| Denise                           | Lauren Lapkus           | 11.21, 11.24, 12.02, 12.03, 12.09, 12.11, 12.14, 12.22 | Josephine Schmidt                                      |
| George „Georgie“ Cooper, Jr      | Jerry O’Connell         | 11.23, 11.24, 12.04 | Jaron Löwenberg                                        |
| Mrs. Fowler                      | Annie O’Donnell         | 4.05 |                                                        |
| Mrs. Fowler                      | Kathy Bates             | 11.24, 12.01, 12.08 | Regina Lemnitz                                         |
| Larry Fowler                     | Teller                  | 11.24, 12.01, 12.08 | Hans Hohlbein                                          |
| Anu                              | Rati Gupta              | 12.03, 12.04, 12.06, 12.08, 12.11, 12.12, 12.15, 12.20, 12.22 | Friederike Walke                                       |
| Dr. Kevin Campbell               | Kal Penn                | 12.13, 12.18, 12.21 | Markus Pfeiffer                                        |
| Dr. Greg Pemberton               | Sean Astin              | 12.13, 12.18, 12.21 | Patrick Bach                                           |

## Vorspann und Titellied
Das Titellied stammt von der kanadischen Band Barenaked Ladies und erschien 2011 auf dem Album Hits From Yesterday & The Day Before. Für den Vorspann der Fernsehserie wird nur die erste Strophe verwendet. Der Song wird auch separat unter dem Titel Big Bang Theory Theme vertrieben.
Passend dazu zeigt der Vorspann – beginnend mit dem Urknall – einen chronologischen Schnelldurchlauf durch die Meilensteine der Evolutionsgeschichte. Die Visualisierung ist künstlerisch so gestaltet, dass die Inhalte immer in alle Richtungen weg von der Bildmitte streben (entsprechend der Explosion des Urknalls und der fortwährenden Ausdehnung des Universums).
Die einzige Ausnahme in dem Bilderstrom bildet die Einstellung vor dem abschließenden Serienlogo, die statisch die Protagonisten auf der Couch in Leonards und Sheldons WG zeigt. Diese vorletzte Einstellung ist auch die einzige, die einen direkten visuellen Zusammenhang zu den Darstellern herstellt. In den ersten fünf Staffeln sitzen dort Penny, Howard, Raj, Leonard und Sheldon. Ab der sechsten Staffel sind dort auch Amy und Bernadette zu sehen.

## Ausstrahlung

### Vereinigte Staaten
Die erstmalige Ausstrahlung war am 24. September 2007 auf dem US-Sender CBS. Die erste Staffel lief dort bis zum 19. Mai 2008. Die zweite lief zwischen dem 22. September 2008 und dem 11. Mai 2009 ebenfalls auf CBS. Im März 2009 wurde die Fernsehserie dann um zwei weitere Staffeln verlängert. Die dritte Staffel lief zwischen dem 21. September 2009 und dem 24. Mai 2010. Die vierte Staffel wurde zwischen dem 23. September 2010 und dem 19. Mai 2011 auf CBS ausgestrahlt. Die fünfte Staffel wurde zwischen dem 22. September 2011 und dem 10. Mai 2012 auf CBS ausgestrahlt. Die sechste Staffel wurde zwischen dem 27. September 2012 und dem 16. Mai 2013 auf CBS ausgestrahlt. Die siebte Staffel sendete der Sender vom 26. September 2013 bis zum 15. Mai 2014.
Am 20. März 2017 verlängerte CBS die Fernsehserie um zwei weitere Staffeln, sodass sie bis 2019 zu sehen war. Da sich CBS von 2014 bis 2018 in den Vereinigten Staaten auch die Rechte für die Donnerstagsspiele der NFL gesichert hatte, wurden die ersten sechs (Staffel 8 und 9) bzw. ersten fünf (Staffel 10 und 11) Folgen jeder Staffel zunächst Montags ausgestrahlt, ehe die Serie zu ihrem ursprünglichen Sendeplatz am Donnerstagabend zurückkehrte. Die Ausstrahlung der zwölften und finalen Staffel erfolgte vom 24. September 2018 bis 16. Mai 2019.

### Deutschland
In Deutschland wurde die erste Staffel zwischen dem 11. Juli und dem 26. September 2009 auf ProSieben ausgestrahlt. Im Durchschnitt kam die erste Staffel bei der werberelevanten Zielgruppe der 14- bis 49-Jährigen auf 11,1 Prozent. Die Ausstrahlung der zweiten Staffel folgte vom 10. Oktober bis zum 19. Dezember 2009. Die Ausstrahlung der dritten Staffel war vom 7. bis 22. Februar 2011 auf ProSieben zu sehen. Die Quoten der dritten Staffel lagen durchschnittlich bei 12,9 Prozent in der Zielgruppe und 11,9 Prozent Marktanteil. Die ersten 18 Episoden der vierten Staffel wurden zwischen dem 6. September und dem 1. November 2011 jeweils dienstags meist in Doppelfolgen (an zwei Tagen drei Folgen) gezeigt. Die Ausstrahlung der restlichen Episoden erfolgte ab dem 7. Februar 2012. Gleich im Anschluss an die vierte Staffel begann ProSieben ohne Unterbrechung auch die ersten zwölf Folgen der fünften Staffel ab dem 13. März 2012 auszustrahlen. Die verbleibenden zwölf Episoden dieser Staffel wurden vom 28. August bis zum 13. November 2012 ebenfalls bei ProSieben gesendet. Die Ausstrahlung der ersten zwölf Folgen der sechsten Staffel erfolgte vom 28. Januar bis zum 15. April 2013.
Ab dem 26. August 2013 strahlte ProSieben die zweite Hälfte der sechsten Staffel von The Big Bang Theory aus. Die ersten 12 Folgen der siebten Staffel waren dort vom 6. Januar bis zum 24. März 2014 zu sehen, die restlichen 12 wurden zwischen dem 8. September und dem 17. November 2014 ausgestrahlt. Die ersten zwölf Folgen der achten Staffel liefen vom 5. Januar bis zum 23. März 2015 auf ProSieben. Die restlichen zwölf Folgen wurden ab dem 14. September 2015 ebenfalls auf ProSieben ausgestrahlt. Nach kurzer Pause im Anschluss an die achte Staffel startete ProSieben ab dem 4. Januar 2016 mit der Ausstrahlung der neunten Staffel. Seit dem 5. Januar 2016 ist auch die achte Staffel und seit dem 17. Februar 2017 die neunte Staffel für Kunden von Amazon Prime ohne Aufpreis im Streaming (z. B. über Fire-TV) verfügbar.
Nach Berechnungen der Fernsehzeitschrift TV Today zeigte ProSieben im Zeitraum vom 1. August 2014 bis zum 31. Juli 2015 insgesamt 2265 Mal die Serie, was sechs Episoden pro Tag entspricht. Davon waren 2241 Ausstrahlungen Wiederholungen und lediglich 24 Erstausstrahlungen. Im Erhebungszeitraum hatte ProSieben lediglich 171 Folgen zur Verfügung, somit kamen einzelne Folgen auf 17 Wiederholungen. Da ProSieben vom Rechteinhaber die mehrfache Ausstrahlung der Episoden innerhalb der Vertragslaufzeit lizenziert hatte und eine Episode innerhalb von 24 Stunden sogar beliebig oft ausgestrahlt werden durfte, wurde jede Folge umso kostengünstiger, je häufiger sie lief.
Von 2011 bis 2023 und nach einem mehrtägigen Aussetzer seit Anfang 2024 ist die Serie in Deutschland bei Netflix verfügbar. Dort und bei Amazon Prime Video erschien am 8. Januar 2020 die finale zwölfte Staffel. Ab 2024 liegen die Rechte für die deutschsprachige Version der Serie auch bei Paramount+.

### Österreich
In Österreich sendete ORF eins die erste Staffel zwischen dem 13. März und dem 22. Mai 2010. Die zweite Staffel sendete ORF eins zwischen dem 22. Mai und dem 4. September 2010. Die dritte Staffel wurde vom 21. Mai bis zum 6. August 2011 ausgestrahlt. Vom 17. März bis zum 10. November 2012 wurde die fünfte Staffel auf ORF eins ausgestrahlt. Erst nach Beginn der Erstausstrahlung der fünften Staffel an den Wochenenden wurde parallel dazu an den Wochentagen die vierte Staffel vom 27. Juli bis zum 13. September 2012 erstausgestrahlt. Die ersten zwölf Folgen der sechsten Staffel sendete ORF eins zwischen dem 2. Februar und dem 11. Mai 2013.

### Schweiz
In der Schweiz startete der Fernsehsender 3+ die Ausstrahlung der Sitcom am 10. September 2011 bereits mit Staffel 4 in Doppelfolgen am Samstagabend.

## Rezeption
The Big Bang Theory wurde in über 50 Ländern ausgestrahlt. Laut der Nielsen Company ist die Fernsehserie bei Zuschauern der Altersgruppe von 18 bis 49 Jahren die erfolgreichste Comedy, die in den Jahren 2007 und 2008 gestartet wurde.

### Wissenschaftliche Korrektheit
Als die Fernsehserie anlief, war es zunächst umstritten, ob die wissenschaftlichen Sachverhalte richtig dargestellt werden. Spätere Kritiken, wie beispielsweise die von Jennifer Ouellette, loben die wissenschaftliche Korrektheit, die für eine Sitcom eine seltene Leistung sei. Dies wird vor allem dem Bemühen von David Saltzberg, einem Physiker von der University of California, Los Angeles, zugeschrieben, der als Berater für die Fernsehserie tätig ist. Saltzberg schreibt die wissenschaftlichen Dialoge des Drehbuchs und erstellt die Zeichnungen auf den Whiteboards, die häufig Gegenstand der Serie sind. So wird beispielsweise das Gedankenexperiment Schrödingers Katze auf die Datesituation zwischen Penny und Leonard angewendet oder Sheldon nutzt spöttisch Ockhams Sparsamkeitsprinzip anhand eines Briefes in einem Papierkorb, womit zwei Ereignisse mit der einfachsten plausibelsten Möglichkeit erklärt werden sollen.
Nach Meinung von Andrew Zimmerman ist es nicht nötig, die physikalischen Naturgesetze zu kennen, um den Humor zu verstehen, aber für die, die sie verstehen, werde eine zusätzliche Stufe von Vergnügen hinzugefügt. Weiter schreibt er: „The Big Bang Theory scheint bestrebt zu sein, die Wissenschaft richtig darzustellen. Es ist lustig, gerade weil es so präzise ist, weil Witze nicht nur über die Forscher gemacht werden, sondern auch über das Universum, das sie studieren. Eben die Logik, die es ihnen erlaubt, abstrakte Quantenphysik zu verstehen, ist es, die sie davon abhält, normale Personen wie Penny zu verstehen.“

### Klischees über Physiker
Der Fernsehserie wurde der Vorwurf gemacht, negative Klischees über Physiker zu verbreiten. Der Physiknobelpreisträger George F. Smoot, der in der Folge The Terminator Decoupling in einem Gastauftritt zu sehen ist, hält die unbeholfenen sozialen Macken der Charaktere für „ein wenig überzeichnet“, aber er schätzt, wie die Fernsehserie diejenigen repräsentiert, deren Arbeit darin besteht, rigoros zu denken. Phil Plait berichtet, dass er einen Haufen Wissenschaftler kenne, die „unheimlich ganz genau“ wie die fiktiven Charaktere seien. Es werden zwar viele Witze zu Lasten der Geeks gemacht, aber seiner Meinung nach würden die Autoren sie preisen: „Sie sind klug, sie sind auf ihrem Gebiet erfolgreich, aber sie haben durchaus ihre Schwierigkeiten, sich ins wahre Leben einzupassen, und können ziemlich nervig sein … aber am Ende empfinden wir Zuneigung für sie. Sie sind sympathisch. Es wäre einfach gewesen, sie zur Zielscheibe von jedem Witz zu machen, aber das tun die Autoren nicht.“ Laut Jennifer Ouellette wurden die Charaktere beim Serienstart mit nur groben Strichen gezeichnet, haben sich aber mittlerweile zu deutlich komplexeren Versionen entwickelt.

### Unterrepräsentation von Frauen
siehe auch: Frauen in der Physik: Gründe für eine Unterrepräsentation
Natalie Angier nennt in einem Artikel der New York Times als eine mögliche Ursache für die geringe Repräsentation von Frauen in der Physik „idiotische Fernsehserien wie The Big Bang Theory, mit vier sozial unbeholfenen männlichen Physikgenies und dem attraktiven blonden Mädchen von nebenan“. Darauf erwiderte Heather Mac Donald in einem Artikel des City Journal, das vom konservativen Think Tank Manhattan Institute for Policy Research herausgebracht wird, wenn eine Sitcom ein Hemmnis für Frauen darstelle, wäre dies nach ihrer Meinung ein Widerspruch zu der feministischen Aussage, dass Frauen genauso „tough“ wie Männer sind. Luboš Motl hält die Fernsehserie für realistisch. Jeder, der mal in ähnlichen Kreisen gelebt hat, müsse wissen, dass diese Art der Geekhaftigkeit, die in The Big Bang Theory beschrieben wird, ein nahezu völlig männliches Merkmal sei. Es sei nicht zu 100 Prozent männlich – und tatsächlich biete The Big Bang Theory auch Leslie (und, in geringerem Maße, Ramona und Stephanie) – aber die Verteilung von verschiedenen Charaktertypen und der Geekhaftigkeit zwischen Männern und Frauen sei in der Fernsehserie überaus akkurat.
Die Auftritte von Physikerinnen in der Sendung belaufen sich auf etwa 71,4 Minuten von insgesamt etwa 6975 Minuten. Das sind etwa 1,03 %. Aktuell (Stand 2024) sind etwa 30 % der Physikstudierenden in Deutschland Frauen.

### Autismus
Während in der Serie niemals davon die Rede ist, dass Sheldon eine Autismusspektrum-Störung habe, hat sein Darsteller, Jim Parsons, in Interviews mehrfach erwähnt, dass die Figur einige Autismus-Züge aufweise.
Paul Collins spekuliert darüber, ob Sheldon das Asperger-Syndrom hat. Chuck Lorre hat dies dementiert. Aber auch wenn es nicht beabsichtigt gewesen sein sollte, seien die Autoren der Fernsehserie so oft nach dem Asperger-Syndrom gefragt worden, dass sie sich über den Subtext klar sein müssten, wenn sie die Forscher diskutieren lassen, ob Superman fliegt oder springt. Collins schreibt weiter: „Jetzt, wo The Big Bang Theory überall, von Island bis zu den Philippinen, läuft, wird Sheldon zu einem Popkultur-Symbol für Aspies werden. Dies ist möglicherweise keine schlechte Sache. So sehr er andere auch zur Verzweiflung bringen kann, hat Sheldon sich doch bemerkenswert gut an seine Welt angepasst. Unterhalb des Slapstick ist The Big Bang Theory eine Meditation darüber, wie intelligente Menschen mit den ihnen gegebenen, absurd ungleich verteilten Talenten umgehen. Für eine Komödie ist dies eine inspirierende – sogar edle – Ausgangsposition.“

## Auszeichnungen
Seit 2008 wurde The Big Bang Theory für mehr als 40 Fernsehpreise nominiert, von denen die Fernsehserie folgende Auszeichnungen gewann (Auswahl):
- 2009: Fernsehpreis des American Film Institute (Fernsehprogramm des Jahres)
- 2009: zwei Television Critics Association Awards (Beste Comedyserie und Bester Comedy-Darsteller – Jim Parsons)
- 2010: People’s Choice Award (Favorite TV Comedy)
- 2010: Emmy für Jim Parsons (Bester Hauptdarsteller in einer Comedyserie)
- 2011: Golden Globe Award für Jim Parsons (Bester Serien-Hauptdarsteller – Komödie oder Musical)
- 2011: Emmy für Jim Parsons (Bester Hauptdarsteller in einer Comedyserie)
- 2011: TV Guide Award (Beliebteste Comedyserie)
- 2013: People’s Choice Award (Favorite Network TV Comedy)
- 2013: Critics’ Choice Television Award für Simon Helberg (Bester Nebendarsteller in einer Comedyserie)
- 2013: Emmy für Jim Parsons (Bester Hauptdarsteller in einer Comedyserie)
- 2014: People’s Choice Award für die Serie (Favorite Network TV Comedy) und für Kaley Cuoco (Favorite Comedic TV Actress)[49]
- 2014: Emmy für Jim Parsons (Bester Hauptdarsteller in einer Comedyserie)
- 2015: People’s Choice Awards für die Serie (Favorite TV Show sowie Favorite Network Comedy) und für Kaley Cuoco-Sweeting (Favorite Comedic TV Actress)[50]
- 2016: People’s Choice Awards für die Serie (Favorite TV Show sowie Favorite Network Comedy) und für Jim Parsons (Favorite Comedic TV Actor)[51]

## Trivia
- Die Episoden wurden überwiegend live vor Publikum in den Warner Brothers Studios in Burbank aufgezeichnet. Die Aufzeichnung einer Episode dauerte zwischen drei und fünf Stunden.
- Die Familiennamen der beiden Hauptfiguren lehnen sich an die Nobelpreisträger Robert Hofstadter und Leon Neil Cooper an; die Vornamen gehen auf den US-amerikanischen Schauspieler und Produzenten Sheldon Leonard zurück.[52]
- Johnny Galecki, Sara Gilbert, Sara Rue und Laurie Metcalf standen bereits in der Fernsehserie Roseanne zusammen vor der Kamera.
- Mayim Bialik und Johnny Galecki spielten gemeinsam in der Fernsehserie Blossom.[53]
- Johnny Galecki und Sara Gilbert waren kurzzeitig liiert.[54]
- Johnny Galecki und Kaley Cuoco waren während der Dreharbeiten zwei Jahre lang ein Paar, gaben dies aber erst nach ihrer Trennung 2010 öffentlich bekannt.[55]
- 2006 wurde ein erster Pilot der Fernsehserie produziert, jedoch nie ausgestrahlt. Aus diesem wurden nur die Rollen von Leonard und Sheldon übernommen. Zur ursprünglichen Besetzung gehörten außerdem noch die Kosmetikerin Katie (Amanda Walsh), die eine gewisse Ähnlichkeit mit Penny aufweist, und Gilda (Iris Bahr), eine Kollegin und Freundin der beiden Hauptfiguren und darüber hinaus eine ehemalige Affäre Sheldons.[56]
- Mayim Bialik spielt in der Fernsehserie eine Neurobiologin. Auch Bialik hat einen Doktorgrad; 2008 wurde sie zum Ph.D. in Neurowissenschaften promoviert.[57]
- In Großbritannien stieg durch den Einfluss der Fernsehserie die Anzahl an Physikstudenten im Jahr 2010 um mehr als 17 %. Außerdem stieg der Anteil der Abiturabschlüsse mit dem Kurs Physik auf 28 %.[58] Diese Zusammenhänge konnten auch in Deutschland nachgewiesen werden, da nach Beginn der Ausstrahlung der Serie im Jahr 2009 die Anteile der Physikstudierenden unter allen Erstsemesterstudierenden überproportional anstiegen. In einer deutschlandweit durchgeführten Umfrage unter Studierenden der Fächer Physik und Geschichte konnte jedoch gezeigt werden, dass dieser Zusammenhang mit großer Wahrscheinlichkeit zufällig besteht und kein Kausaleffekt vorliegt.[59] Kritisiert wird an der Studie, dass keine Repräsentativität für Deutschland gegeben ist und Selbstselektion vorliegt.
- Die 2013 erstmals beschriebene Wurzelmundqualle Bazinga rieki wurde nach dem charakteristischen Ausspruch „Bazinga“ von Sheldon Cooper benannt, ebenso 2012 die Prachtbienenart Euglossa bazinga.
- Die beiden Protagonistinnen des Musikduos Garfunkel and Oates, Riki Lindhome und Kate Micucci, haben unabhängig voneinander Auftritte in der Serie.
- In der 13. Episode der ersten Staffel, als Leonard, Howard und Raj ein viertes Mitglied für ihr Rateteam suchen, schlägt Raj (in der englischen Sprachfassung) die Hauptdarstellerin der Serie Blossom vor, da sie sehr schlau sei und einen Abschluss der Neurowissenschaften habe. Diese Hauptdarstellerin ist Mayim Bialik, die erst einige Staffeln später zur Serie The Big Bang Theory dazukam.
- Der 25. Februar – an diesem Tag im Jahr 2016 wurde die 200. Episode der Fernsehserie ausgestrahlt – wurde von den politisch Verantwortlichen der Stadt Pasadena offiziell zum The Big Bang Theory Day erklärt.[60]
- Katey Sagal, bekannt besonders durch die Rolle der Peggy Bundy aus Eine schrecklich nette Familie, spielt Pennys Mutter. Sie hat in der Serie Meine wilden Töchter schon einmal die Mutter von Kaley Cuoco gespielt.
- Das Katzentanzlied, welches Sheldon stets vorgesungen bekommen will, wenn er krank ist, heißt im englischen Original Soft Kitty. Der Text des Vierzeilers stammt von Edith Newlin und wurde in den 1930er Jahren komponiert. Newlins Erben, die nie Lizenzgebühren bekamen, klagten.[61][62] Der Verlag des Musikbuches, Willis Music, in dem das Lied 1937 veröffentlicht wurde, betonte allerdings, dass die Lizenzen „sauber und legal“ an Warner Bros. für die Serie übertragen worden seien.[63] Am 28. März 2017 wies ein Richter in New York City die Klage ab.[64]
- Der Automobilkonzern Volkswagen AG hat ein Ausbildungszentrum für EDV-Experten Fakultät 73 benannt in Anlehnung an Sheldon Cooper, der die Zahl 73 als die beste Zahl ansieht.[65]
- Die Serie sollte zu Beginn eigentlich den Titel Lenny, Penny and Kenny tragen. Kennys Figur wurde dann in Sheldon umbenannt und der Titel geändert.[66]
- Laut einer GfK-Studie war The Big Bang Theory mit 13 Prozent im ersten Quartal 2019 die meistgesehene Serie bei Streamingdiensten.[67]
- In The Big Bang Theory haben auch Summer Glau (Folge 2x17 als sie selbst) sowie Beth Behrs (Folge 11x14) einen Gastauftritt. Beide werden in den jeweiligen Folgen von Sonja Spuhl synchronisiert, die auch die Hauptdarstellerin Kaley Cuoco spricht. Sonja Spuhls Stimme war für Summer Glau (u. a. in Terminator: The Sarah Connor Chronicles) und Beth Behrs (u. a. 2 Broke Girls) bereits in verschiedenen Serien als Stammsprecherin etabliert. Da auch Kaley Cuoco in beiden Folgen mitspielt, jedoch keine gemeinsame Szene mit Glau und Behrs hat, übernahm Sonja Spuhl die Synchronisation beider Schauspielerinnen.
- Lance Barber, der in der Folge „Das Speckerman-Trauma“ (Folge 5x11) Leonards früheren Mobber Jimmy Speckerman darstellt, spielt Sheldons Vater George in Young Sheldon.
- Bei der Ausstrahlung der Folgen auf ProSieben wird der Vorspann geringfügig schneller abgespielt (Original ca. 22 Sekunden, auf ProSieben ca. 21 Sekunden). Dies entspricht etwa 4,5 % Tempo-Steigerung, was sich auch auf die Tonhöhe des Titel-Songs auswirkt. Dies entspricht pro Monat (Januar 2021 = 175 Folgen-Ausstrahlungen) knapp 3 Minuten eingesparter Sendezeit.
- Im Rahmen der offiziellen Verkündung des Nobelpreises für Physik im Jahr 2019 wurde vom Laudator Ulf Danielsson, Mitglied der Königlich Schwedischen Akademie der Wissenschaften, der Titelsong der Serie zitiert.[68]

## DVD- und Blu-ray-Veröffentlichungen
Alle bisher veröffentlichten Staffeln sind sowohl auf DVD als auch auf Blu-ray erhältlich. Die folgende Tabelle stellt die Veröffentlichungsdaten dar.
| Staffel             | Vereinigte Staaten | Großbritannien     | Deutschland        |
| ------------------- | ------------------ | ------------------ | ------------------ |
| 1                   | 2. September 2008  | 12. Januar 2009    | 16. April 2010     |
| 2                   | 15. September 2009 | 19. Oktober 2009   | 24. September 2010 |
| 3                   | 14. September 2010 | 27. September 2010 | 7. Oktober 2011    |
| 4                   | 13. September 2011 | 26. September 2011 | 13. April 2012     |
| 5                   | 11. September 2012 | 3. September 2012  | 14. Dezember 2012  |
| 6                   | 10. September 2013 | 2. September 2013  | 22. November 2013  |
| 7                   | 16. September 2014 | 8. September 2014  | 11. Dezember 2014  |
| 8                   | 15. September 2015 | 14. September 2015 | 3. Dezember 2015   |
| 9                   | 13. September 2016 | 29. August 2016    | 15. Dezember 2016  |
| 10                  | 12. September 2017 | 11. September 2017 | 21. Dezember 2017  |
| 11                  | 11. September 2018 | 24. September 2018 | 6. Dezember 2018   |
| 12                  | 12. November 2019  | 11. November 2019  | 5. Dezember 2019   |
| Die komplette Serie | 12. November 2019  |                    |                    |

## Spinoffs

### Young Sheldon
Anfang November 2016 wurde bekannt, dass CBS eine Spinoff-Prequel-Serie zu The Big Bang Theory mit dem Namen Young Sheldon produzieren will, in der es um die Vorgeschichte des jungen Sheldon Cooper und seiner Familie in Galveston im US-Bundesstaat Texas geht. Im März 2017 gab CBS offiziell die Serienbestellung bekannt. Im Gegensatz zu The Big Bang Theory, das im Mehrkamera-Format produziert wurde, ist Young Sheldon eine Einzelkamera-Produktion. Die Rolle des Sheldon Cooper wurde von Iain Armitage verkörpert, während Jim Parsons als Erzähler und Executive Producer fungierte. Die Rolle der Mutter Mary hatte Zoe Perry, die Tochter von Laurie Metcalf, der Serien-Mutter von Sheldon im Original übernommen. ProSieben strahlt die Serie im deutschsprachigen Raum aus. Die erste Folge wurde am 25. September 2017 auf CBS ausgestrahlt. Die deutsche Erstausstrahlung begann am 8. Januar 2018. Ende 2023 wurde bekannt gegeben, dass die Serie nach der finalen siebten Staffel und der 141. Episode eingestellt wird.

### Georgie & Mandy
Anfang 2024 wurde bekannt, dass es in einem weiteren Ableger um Georgie Cooper und dessen Verlobte Mandy McAllister gehen soll. Wobei diese, wie bei Young Sheldon, von Montana Jordan und Emily Osment gespielt werden. Die neue Serie heißt Georgie & Mandy’s First Marriage. Die Serie wird von Chuck Lorre, Steven Molaro und Steve Holland produziert. Sie wurde in den USA erstmals am 17. Oktober 2024 ausgestrahlt. Die erste Staffel der Serie umfasste zunächst 13 Folgen und wurde im Oktober 2024 auf 22 Folgen vervollständigt. Die Serie wird im Vergleich zu Young Sheldon, genau wie auch schon zuvor The Big Bang Theory, im Multi-Kamera-Format gedreht.

### GeplanterReboot
Eine weitere Serie, die als Reboot der ursprünglichen Serie geplant ist, befindet sich in einem sehr frühen Entwicklungsstadium. Auch dieses Spinoff soll von Chuck Lorre entwickelt werden. Diese neue Serie soll frühestens 2026 veröffentlicht werden.